# Ferrari F92A
Vous lisez un « article de qualité » labellisé en 2021.
Chronologie des modèles (1992)
Ferrari 643 Ferrari F93A
La Ferrari F92A est la monoplace de Formule 1 engagée par la Scuderia Ferrari dans le cadre du championnat du monde de Formule 1 1992. Elle est pilotée par le Français Jean Alesi et les Italiens Ivan Capelli et Nicola Larini, pilote d'essais de l'écurie qui remplace son compatriote lors des deux dernières manches du championnat. L'Italien Gianni Morbidelli, le second pilote d'essais de l'écurie, dispute en parallèle la saison avec Minardi.
Conçue par les ingénieurs Steve Nichols et Jean-Claude Migeot et équipée d'un moteur V12 Ferrari 040, la F92A est une monoplace totalement nouvelle qui rompt avec sa devancière, la Ferrari 643. Elle est pourvue d'un nez effilé et surélevé, de pontons latéraux séparés du fond de la voiture par un espace vide ceinturant le cockpit, lui donnant des airs d'avion de chasse, et d'un double fond plat générant beaucoup d'adhérence grâce à son effet de sol. Elle est dotée d'une boîte de vitesses longitudinale à six rapports.
Après un hiver 1991-1992 marqué par l'arrivée de Luca di Montezemolo à la présidence de Ferrari, qui recrute Harvey Postlethwaite à la direction technique, Sante Ghedini à la direction sportive et Niki Lauda en tant que consultant technique chargé des pilotes, la F92A est présentée le 6 février 1992 au siège de la Scuderia Ferrari, à Maranello, en Italie
Au terme des onze premières manches du championnat, lors desquelles Jean Alesi n'a pu s'illustrer que par deux troisièmes places, Ferrari engage une version F92AT, équipée d'une transmission transversale à sept rapports, qui ne change rien aux piètres performances et aux importants problèmes de fiabilité de l'écurie italienne, majoritairement causés par un moteur V12 fragile et peu puissant. À partir du Grand Prix du Japon, avant-dernière épreuve de la saison, Ivan Capelli est limogé et remplacé par Nicola Larini, chargé de tester en conditions de course un système de suspension active monté sur la F92A.
Ferrari se classe à la quatrième place du championnat du monde des constructeurs avec vingt-et-un points, sa plus mauvaise prestation depuis 1980 : les F92A et F92AT ne permettent pas à ses pilotes de remporter une course, ni de réaliser une pole position ou de mener le moindre tour en tête.

## Contexte et développement

### Une écurie en crise interne depuis la fin de l'année 1990
Alain Prost rivalise avec Ayrton Senna (McLaren) pour le titre de champion du monde des pilotes en 1990 et remporte cinq victoires. La motivation du Français est mise à mal par l'accrochage prémédité de Senna au Grand Prix du Japon, assurant ainsi au Brésilien et à McLaren les titres pilotes et constructeurs. Écœuré par le comportement antisportif de son rival, qui s'est délibérément vengé de l'accrochage entre les deux hommes lors du Grand Prix du Japon 1989 qui avait permis à Prost d'être sacré, par l'absence de sanction de la part de la Fédération internationale du sport automobile et par l'absence de réclamation de la direction de Ferrari (qui espère recruter Senna à l'avenir) le Français réfléchit à quitter la Formule 1 si une commission chargée de la sécurité n'est pas mise en place par la Fédération internationale du sport automobile, ce qu'elle fait dès novembre 1991,.
Finalement, en janvier 1991, lors des essais hivernaux organisées sur le circuit du Castellet, Alain Prost déclare qu'« on le verrait certainement en 1991 » avec Ferrari, expliquant que, malgré les tensions avec la FISA et le directeur sportif de l'écurie italienne Cesare Fiorio, qu'il n'a « jamais perdu le goût de travailler avec l'équipe ». Le Français prolonge son contrat jusqu'à la fin de la saison 1992 et fait désormais équipe avec le jeune Jean Alesi.
Si la Ferrari 642 se montre véloce lors des essais hivernaux, au point que l'écurie italienne et Prost soient cités comme favoris du championnat 1991, les ambitions de la Scuderia Ferrari sont rapidement douchées : au terme des six premières manches de l'année, elle est quatrième du championnat du monde des constructeurs avec seize points et n'a obtenu que deux podiums (une deuxième place de Prost au Grand Prix des États-Unis et une troisième place d'Alesi au Grand Prix de Monaco),,. Les deux pilotes dénoncent une monoplace peu performante et peu fiable. La presse italienne, très attentive aux résultats de Ferrari, se montre particulièrement acerbe à l'égard de Prost, surnommé « l'ex-professeur ». L'écurie, désormais en crise, limoge son directeur sportif Cesare Fiorio et le remplace par un triumvirat constitué de Piero Lardi Ferrari (le fils naturel d'Enzo Ferrari) à la direction générale, de Claudio Lombardi (directeur de l'ingénierie de l'équipe de rallye Scuderia Lancia) qui devient directeur des opérations de Ferrari et de Marco Piccinini, chargé de la gestion des pilotes et des commanditaires.
Ferrari lance la 643, sa nouvelle monoplace, au Grand Prix de France, septième manche du championnat. Néanmoins, les résultats en piste demeurent décevants. D'autre part, éreinté au quotidien par la presse italienne qui réclame son licenciement et lassé de ne pas pouvoir jouer le titre mondial pour la première fois depuis 1981, Prost commence à discuter avec Piero Fusaro d'une séparation à l'amiable ; il met toutefois de l'huile sur le feu en fustigeant le « manque d'ambition » de la famille Agnelli et en affirmant que Fiat ne consacre pas un budget suffisant à la Formule 1,. Les tensions atteignent leur paroxysme à l'issue du Grand Prix du Japon quand le Français déclare qu'au volant de la 643, il « n'avai[t] pas vraiment l'impression d'être un pilote de Formule 1. Un bon chauffeur de camion avec des gros bras aurait pu faire pareil. ». C'en est trop pour la direction de Ferrari qui le licencie quelques jours plus tard, pour « son comportement au sein et à l'extérieur de l'équipe »,.

### La restructuration de Ferrari à l'intersaison 1991-1992

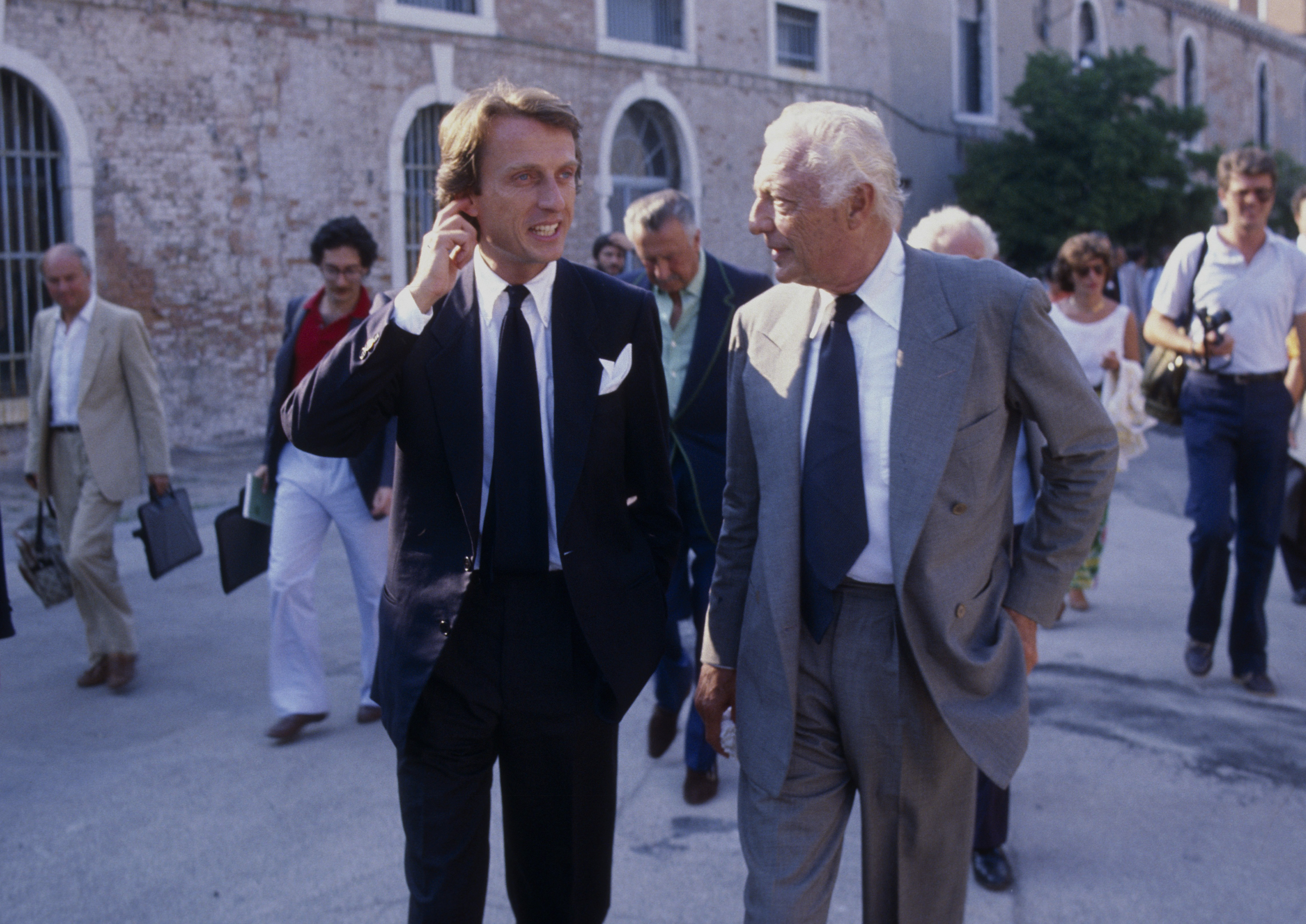
Luca di Montezemolo (à gauche), homme de confiance de Gianni Agnelli (à droite), devient président et directeur général délégué de Ferrari et restructure l'écurie (ici en 1985).

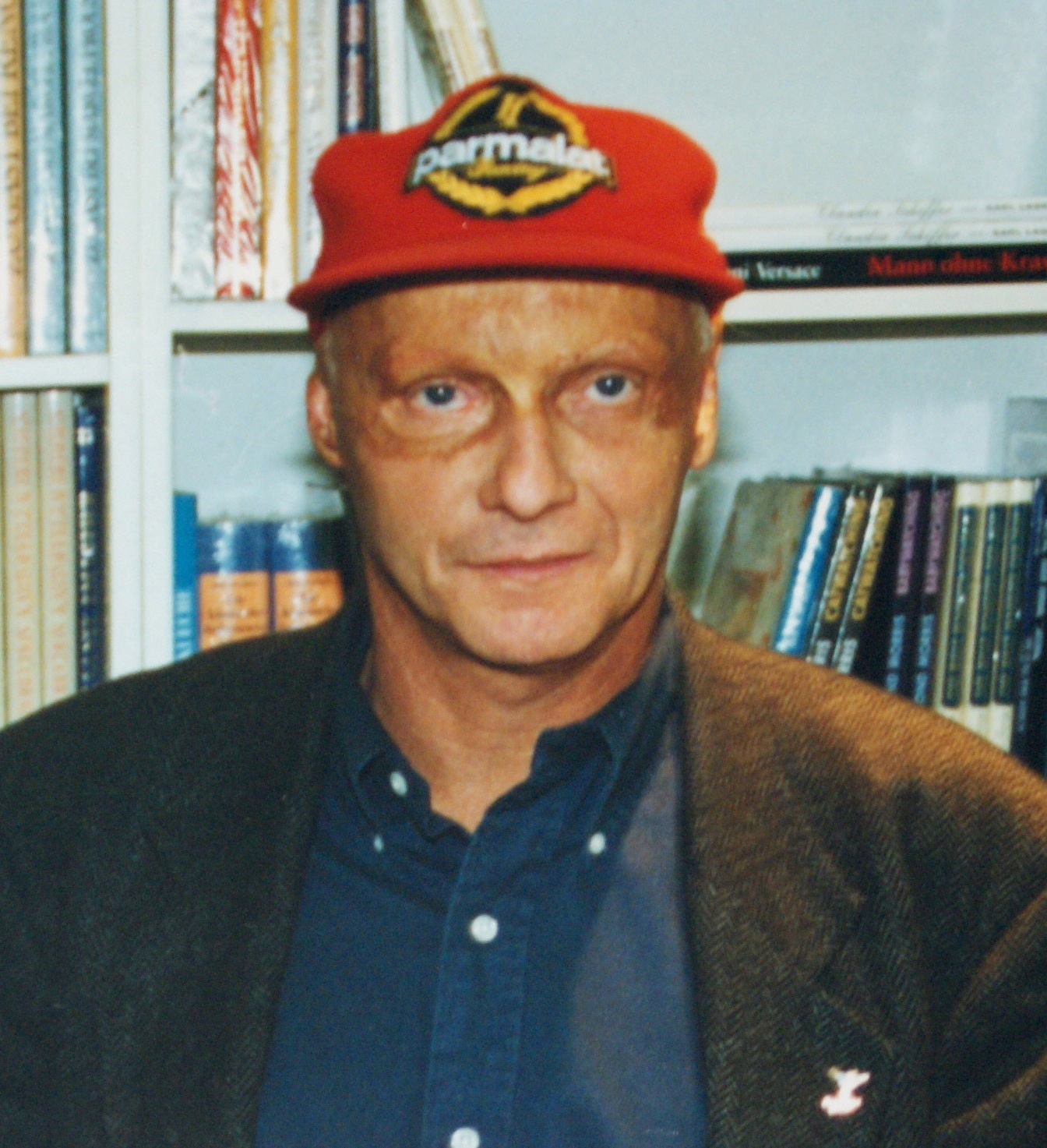
Le triple champion du monde autrichien Niki Lauda devient consultant technique auprès du directeur, Claudio Lombardi.

Le 15 novembre 1991, quelques jours après la dernière manche du championnat 1991 en Australie, Ferrari annonce le remplacement de son président Piero Fusaro par Luca di Montezemolo, qui cumule également le poste de directeur général. Ancien assistant d'Enzo Ferrari et proche de Gianni Agnelli, le président de Fiat, l'homme d'affaires italien, membre du conseil d'administration de Ferrari depuis 1988, a déjà dirigé la Scuderia Ferrari entre 1973 et 1976 où il a œuvré à l'obtention des titres constructeurs en 1975 et 1976, et du titre pilotes avec Niki Lauda en 1975, après onze années sans victoires. Il mène ensuite l'essentiel de sa carrière au sein du groupe Fiat, où il est directeur des relations extérieures jusqu'en 1981, puis président du comité d'organisation de la Coupe du monde de football 1990 qui s'est tenue en Italie.
Luca di Montezemolo entreprend la restructuration de l'équipe italienne dans un contexte où les ventes de voitures de série sont en baisse. La firme italienne a investi plus de 250 milliards de lires pour la saison 1991 mais n'a engrangé que 24,2 milliards de lires  de bénéfices. Néanmoins, la direction de Fiat, aux commandes de Ferrari depuis la mort d'Enzo Ferrari, n'entend pas désengager sa marque sportive de la Formule 1 : Ferrari représente le principal investissement publicitaire du groupe italien qui pourrait voir ses ventes baisser drastiquement dans le cas d'une telle décision qui serait très impopulaire auprès du public,.
En décembre, Luca di Montezemolo met fin aux activités du Guildford Technical Office, le bureau d'études fondé au Royaume-Uni en 1986 par l'ingénieur John Barnard, alors directeur technique de la Scuderia Ferrari, au motif que l'essentiel de ses activités ont été rapatriées à Maranello ; l'officine, un temps convoitée par Carlo Patrucco, vice-président de la Confindustria pour son écurie Modena Team, est finalement achetée par McLaren,.
Di Montezemolo recrute l'ingénieur britannique Harvey Postlethwaite en qualité de directeur technique, poste qu'il avait déjà occupé entre 1981 et 1988 . Il est assisté de Jean-Claude Migeot, chef aérodynamicien, et de Steve Nichols, chef d'exploitation sur circuit. Claudio Lombardi, seul rescapé de l'ancienne direction de l'écurie italienne, promu directeur, est assisté par le triple champion du monde Niki Lauda qui officie en tant que consultant technique chargé des pilotes. Il déclare : « Premièrement, j'écoute les pilotes, j'ai besoin d'engranger un maximum d'informations pour me faire une idée globale de la situation. J'écoute, éventuellement je dis : "Pourquoi ne faites-vous pas telle ou telle chose ?" Mais la décision finale appartient aux pilotes, aux ingénieurs, au directeur sportif. Je ne veux influencer ni Alesi ni Capelli car je ne suis pas dans la voiture. À chacun son job. » La direction sportive revient à Sante Ghedini, ami proche de Lauda, qui officiait aux relations publiques de l'écurie lorsque Luca di Montezemolo la dirigeait au milieu des années 1970. Le service de relations publiques est confié à Giancarlo Baccini, en provenance de la Juventus de Turin,,,,,.
Par ailleurs, en cette année 1992, par l'entremise de son consultant technique Niki Lauda, la Scuderia entre en discussion avec Ayrton Senna pour lui faire signer un contrat à partir de la saison 1993 ; néanmoins, décidé à reconquérir la couronne mondiale, le triple champion du monde brésilien n'estime pas les voitures produites à cette époque à Maranello assez compétitives et refuse ; il restera une saison de plus chez McLaren puis optera pour Williams-Renault après la retraite d'Alain Prost.

## Conception de la monoplace

### Châssis, freins et suspensions

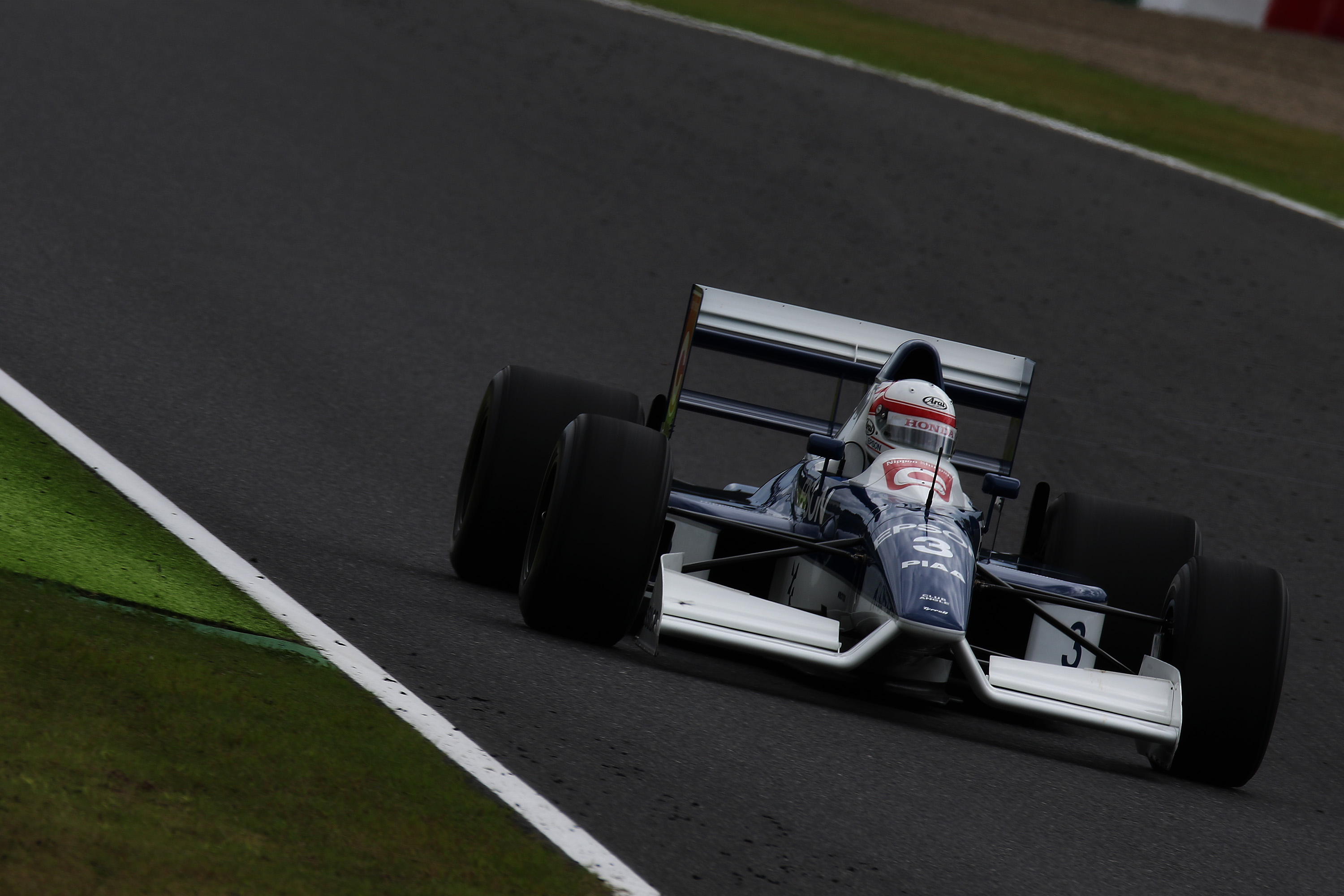
La Ferrari F92A, dont l'aérodynamique est considérée comme révolutionnaire par les observateurs, reprend des innovations de cette Tyrrell 019 de 1990. Elles sont toutes deux dessinées par Jean-Claude Migeot.

La Ferrari F92A, conçue par Jean-Claude Migeot est achevée par Steve Nichols, en partance pour Sauber. Harvey Postlethwaite, fraîchement arrivé chez Ferrari, n'a aucune influence sur sa création. Niki Lauda déplore cet état de fait, expliquant que le départ de Nichols est préjudiciable au travail de Postlethwaite qui va devoir développer un concept dont il n'est pas à l'origine.
Elle dispose d'un châssis monocoque en fibre de carbone et d'une structure en nid d'abeille. D'une masse de 505 kilogrammes, la F92A est longue de 4 350 mm, large de 2 135 mm et haute de 978 mm. Son empattement est de 2 860 mm, sa voie avant de 1 810 mm et sa voie arrière de 1 678 mm. Sept exemplaires de la F92A sont produits par l'écurie,,.
Ferrari abandonne le concept de la 639, élaboré par John Barnard à la fin de l'année 1988, qui a conduit au développement des 640, 641, 642 et 643, pour concevoir une monoplace totalement nouvelle dont la partie supérieure de la carrosserie est beaucoup plus fine que sur la 643,.
Si elle s'inspire toutefois de ses devancières par son aérodynamique générale et ses prises d'air situées sur les flancs, elle comporte de nombreuses évolutions : elle est dotée d'un nez, très effilé et surélevé, soutenu par deux supports verticaux au centre de l'aileron avant, une solution inspirée de la Tyrrell 019 conçue par Migeot en 1990 et de la Benetton B191 de Barnard et Mike Coughlan ; le principe est d'expulser latéralement l'air qui « bourre » sous le museau pour éviter qu'il ne vienne perturber la veine d'air qui, passant sous le fond plat, alimente l'extracteur et l'aileron arrière. En outre, la F92A se distingue de la concurrence par des pontons latéraux séparés du fond de la voiture par un espace vide ceinturant le cockpit, lui donnant ainsi des airs d'avion de chasse F-15.
Elle arbore également un double fond plat, séparé de quinze centimètres du fond de la voiture, afin d'optimiser l'écoulement de l'air et générer un effet de sol de type Venturi. Cette solution, qui crée beaucoup d'appui, nécessite des échappements surélevés et des radiateurs plus larges pour compenser leur hauteur limitée. Si les solutions de Migeot donnent d'excellents résultats en soufflerie, la moindre variation de hauteur par rapport au sol en piste rend le double fond plat inefficace, supprimant une grande partie de la charge aérodynamique de la voiture qui devient très difficile à piloter,,,,,,.
Les suspensions de la F92A, retravaillées, diffèrent de celles de la 643. La suspension avant, comme sur la Tyrrell 019, adopte un mouvement cinétique qui n'utilise qu'un seul combiné de ressorts de suspension constitué d'une tige de poussée indépendante, de doubles triangles, de rondelles Belleville, d'un amortisseur et d'une barre anti-roulis. La suspension arrière, éprouvée depuis quatre ans, est composée de ressorts hélicoïdaux sur amortisseurs télescopiques liés horizontalement à l'essieu. Les disques de frein en carbone sont conçus par Carbone Industrie et les étriers par Brembo. Les pneumatiques sont fournis par Goodyear. Enfin, le carburant Agip (qui fournit aussi les lubrifiants) est stocké dans un réservoir de 225 litres,,,.
La prise d'air moteur, triangulaire, est directement inspirée de celle de la Tyrrell 019. À l'arrière, la monoplace est dotée de quasiment deux extracteurs : alors que l'inférieur est raccourci, le second est surélevé et plus cambré, comme sur la 643, avec deux grosses dérives. La sortie d'air chaud de la partie centrale a été particulièrement étudiée, le déflecteur surélevé étant traversé par l'échappement.
L'aileron arrière est de forme conventionnelle mais, pourtant, utilisé pour la première fois par Ferrari.

### Moteur et boîte de vitesses
La F92A est propulsée par un moteur V12 atmosphérique Ferrari 040 de 3 499 cm3 de cylindrée, ouvert à 65 degrés, développant 735 chevaux à 14 800 tours par minute. Il s'agit d'un moteur central longitudinal à cinq soupapes par cylindre et deux arbres à came en tête. Le système d'alimentation en carburant à injection directe électronique, fourni par Weber-Marelli, est composé de deux injecteurs par cylindre ; l'allumage électronique commande une bougie par cylindre. Magneti Marelli a développé le calculateur électronique de gestion du moteur.
Il s'agit d'un des blocs les plus puissants du plateau puisqu'il affiche 75 chevaux de plus que le moteur V8 Ford-Cosworth HBA des Benetton B192, mais a un déficit de 15 chevaux sur le V10 Renault RS4 de la Williams FW14B,. Le collecteur d'échappement a été modifié pour s'accommoder à la nouvelle forme des pontons ; de type 6-en-1, il dispose également d'une nouvelle soupape de décharge.
La transmission est assurée par une boîte de vitesses longitudinale semi-automatique à six vitesses à gestion électro-hydraulique développée en interne ; cette transmission est destinée à être remplacée à court terme par une boîte transversale (la Dallara 192, qui dispose également d'un bloc Ferrari est, pour sa part, déjà équipée d'une telle transmission). L'embrayage multi-disques en carbone est à commande mécanique et automatique. Par la suite, une transmission transversale est montée sur la monoplace de Jean Alesi. Au lieu d'un seul radiateur de transmission, la F92A dispose, comme la McLaren MP4/6 de la saison précédente, de deux radiateur alimentés par prise d'air NACA.
Enfin, la F92 bénéficie de l'antipatinage, mais pas de la suspension active, à l'inverse des écuries Williams et McLaren.

## Choix des pilotes
Le 22 novembre 1991, la Scuderia Ferrari annonce son choix de pilotes pour 1992 en confirmant la présence du Français Jean Alesi, qui effectue une deuxième saison au sein de cette écurie, et en recrutant l'Italien Ivan Capelli, en provenance de l'écurie March-Leyton House Racing, préféré à Pierluigi Martini,,.
Néanmoins, l'hiver 1991-1992 est propice aux rumeurs puisque Ferrari n'a pas de pilote de premier plan et ne dispose que d'un duo de pilotes qui n'a jamais remporté de Grand Prix, une première depuis 1968 ; la titularisation de Capelli fait également grand bruit dans la presse italienne. Des spéculateurs annoncent le départ d'Alesi chez Jordan et son remplacement par Michael Schumacher ou Riccardo Patrese, ce qui est démenti par Ferrari. Un retour d'Alain Prost est même envisagé. Pour autant, ce dernier, par l'intermédiaire de son avocat genevois, Jean-Charles Roguet, lance une procédure judiciaire à l'encontre de Ferrari pour obtenir réparation de son licenciement. Un accord à l'amiable est finalement trouvé entre les deux parties en mai 1992,.
Jean Alesi et Ivan Capelli sont accompagnés de deux pilotes d'essais et de développement italiens, Gianni Morbidelli qui officie chez Minardi et Nicola Larini, sans volant après la disparition du Modena Team ; Andrea Montermini, qui occupait cette fonction en 1991, n'est pas reconduit.

### Jean Alesi

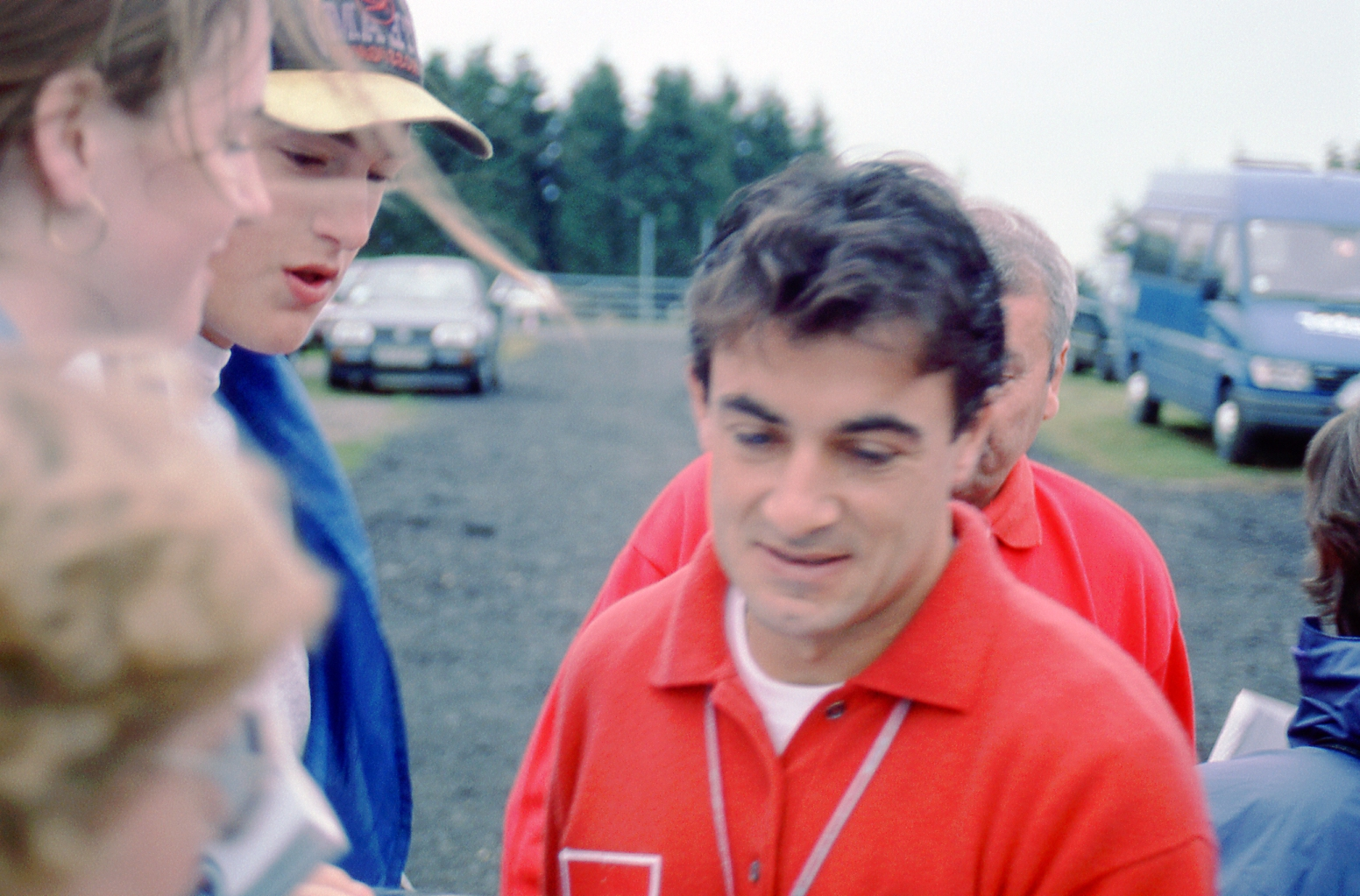
Jean Alesi (ici en 1995) effectue sa deuxième saison chez Ferrari en 1992 et en devient le premier pilote après le licenciement d'Alain Prost.

Le premier pilote est le Français Jean Alesi. Vice-champion de France de Formule 3 dès sa première saison, en 1986, il s'adjuge le titre l'année suivante avec sept victoires pour le compte de l'équipe Oreca avec laquelle il fait ses débuts en championnat international de Formule 3000 en 1988. En 1989, il rejoint Eddie Jordan Racing et remporte le championnat. La même année, il fait ses débuts en Formule 1 avec Tyrrell Racing, lors du Grand Prix de France 1989, où il termine quatrième après avoir occupé la deuxième place derrière Alain Prost. En 1990, il s'affirme à nouveau comme une valeur sûre de la discipline en étant deuxième aux États-Unis, où il lutte pour la victoire face à Ayrton Senna (McLaren), et à Monaco, où il bataille avec Gerhard Berger (McLaren) malgré sa modeste Tyrrell 019,.
Avec l'annonce du départ à la retraite de Nigel Mansell (qui rejoint finalement Williams en 1991), Ivan Capelli, Pierluigi Martini et Jean Alesi sont cités pour épauler Alain Prost chez Ferrari. Le Français signe son contrat à la mi-septembre 1990, en marge du Grand Prix du Portugal. Désireux d'apprendre beaucoup de la part d'Alain Prost, qui se montre pourtant réticent à l'idée d'être épaulé par un jeune pilote dont le potentiel pourrait occasionner une rivalité comparable à celle opposée par Senna, Jean Alesi est en difficulté avec la Ferrari 642 : à son volant, il abandonne à quatre reprises et obtient pour meilleur résultat une troisième place à Monaco,. Neuvième du championnat du monde avec cinq points lorsque la 643 fait ses débuts, le novice est épargné par les critiques des observateurs, qui avancent son manque d'expérience pour expliquer ses contre-performances qui contrastent avec son niveau chez Tyrrell. L'absence de résultats font dire aux observateurs qu'il n'a plus sa place chez Ferrari, jusqu'à son troisième podium de la saison au Grand Prix du Portugal 1991. Il est cependant confirmé par Ferrari qui lui confie le rôle de premier pilote pour 1992. Le Français relativise toutefois cette désignation : « Chez Ferrari, il n'y a pas de premier pilote. Même l'année dernière, avec Prost, il n'y en avait pas. Je ne m'accorde sur Capelli qu'une certaine avance dans la connaissance interne de l'écurie. Mon seul avantage est là : je sais comment le système fonctionne ».
Alesi reste conscient des difficultés qui attendent son écurie : « À l'inverse de toutes les autres équipes de Formule 1, Ferrari n'a, paradoxalement, pas besoin de succès pour être la cible d'une immense attention qui génère en son sein une tension incroyable ». Il revient sur les difficultés de la saison précédente en ces termes : « Nous avons pris conscience de ce que fut, réellement, la saison 1991. Personne n'en est fier. Nous repartons de zéro. pour nous positionner le plus près possible des premiers… ». Il poursuit en évoquant la pression qu'il risque de subir : « En 1992, j'espère avoir de la sérénité dans nos relations avec la hiérarchie de l'écurie ».

### Ivan Capelli

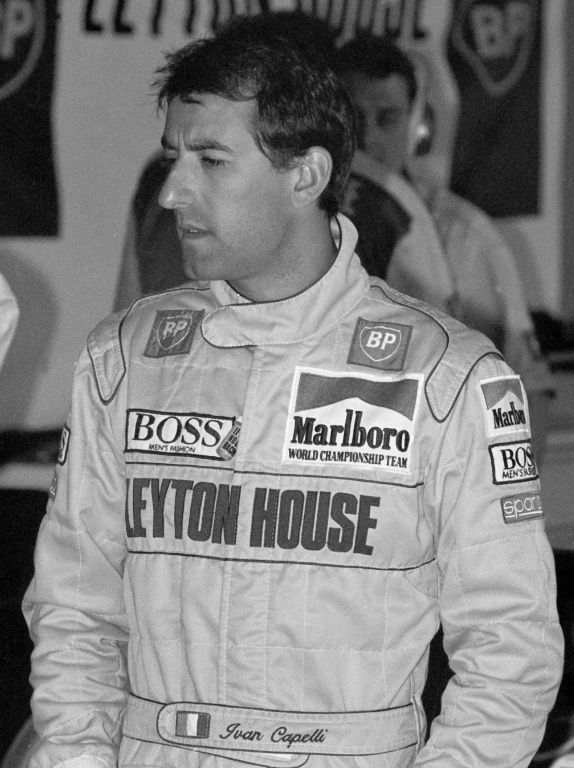
Après cinq saisons complètes passées au sein de la modeste écurie March où il acquiert une solide réputation, Ivan Capelli (ici en 1990) rejoint la Scuderia Ferrari.

L'Italien Ivan Capelli, second pilote, a fait ses débuts en monoplace en championnat d'Italie de Formule 3 en 1982 avec March Engineering avant de remporter le titre l'année suivante chez Coloni avec neuf victoires. En 1984, toujours avec Coloni, il est sacré champion d'Europe de Formule 3 ; l'année suivante, il rejoint le championnat d'Europe de Formule 3000 où il obtient une victoire. Capelli est alors appelé en Formule 1 par Tyrrell Racing pour participer à deux des trois dernières manches de la saison, en remplacement de Stefan Bellof victime d'un accident lors des 1 000 kilomètres de Spa, et se fait remarquer par une quatrième place au Grand Prix d'Australie,.
Cette performance ne lui permet pourtant pas de trouver un baquet à temps complet en Formule 1 en 1986 ; il retourne en Formule 3000 et remporte le titre avec Genoa Racing. Il est recruté, en fin de saison, pour participer aux débuts de l'écurie française AGS. Obtenant le soutien du consortium immobilier japonais Leyton House, il intègre l'écurie March Engineering qui fait son retour dans la catégorie-reine du sport automobile en 1987. Après un point marqué pour sa première saison complète, Capelli s'affirme comme une valeur montante de la Formule 1 grâce à une troisième place au Grand Prix de Belgique 1988 puis une deuxième place au Grand Prix du Portugal. En 1989, le manque de fiabilité de sa monoplace ne lui permet pas de confirmer son nouveau statut, avant une nouvelle deuxième place au Grand Prix de France 1990. En 1991, il ne marque qu'un point,,.
Capelli signe, pour 1992, avec la Scuderia Italia qui conclut un contrat avec Ferrari pour la fourniture de ses moteurs V12. Cette association entre les deux équipes concerne directement le pilote italien qui est amené à rejoindre Ferrari si Prost quitte l'écurie italienne à l'issue de la saison 1991. Le triple champion du monde étant finalement limogé, Capelli réalise son rêve d'enfant : « Bien sûr, une voiture Ferrari est un rêve pour tous les pilotes de F1. Non, pour tous les pilotes du monde entier, surtout pour un Italien. C'est quelque chose dont vous rêvez depuis le début ». Néanmoins, il ne se fait pas d'illusion sur ses chances de victoires avec sa nouvelle équipe : « Vous n'avez pas beaucoup d'opportunités pour rejoindre une équipe de premier plan. Habituellement, vous ne pouvez pas dire : "J'ai de la chance, je vais dans une bonne équipe." Pour pouvoir faire ça, vous devez travailler dur mais, en même temps, vous devez être au bon endroit au bon moment - avec le bon type d'expérience et le bon état d'esprit. Je pense que vous devez lutter pour obtenir votre part de chance. Après cela, vous devez faire un effort pour améliorer ce que vous avez. Si vous avez un autobus Ferrari, vous ne pouvez pas gagner de courses ».
Cette nomination est saluée par de nombreux acteurs de la discipline. Ainsi, Michele Alboreto, dernier Italien à piloter pour la Scuderia déclare : « Je lui souhaite d'y rester plus longtemps que moi et d'y obtenir de meilleurs résultats ». Selon Adrian Newey, qui fut son ingénieur chez March-Leyton House, « Ivan est bon pilote capable de fournir des informations détaillées aux techniciens en expliquant clairement le comportement de sa voiture, sans pour autant jouer aux ingénieurs et essayer d'imposer ses propres modifications comme le font beaucoup d'autres ». Ayrton Senna, qui connaît Capelli depuis leurs luttes en karting est élogieux envers son ancien rival : « Il a du talent et l'envie de bien faire. Ferrari constitue pour lui l'occasion rêvée de se mettre en valeur et je pense qu'au volant d'une voiture performante, il sera un adversaire coriace ». Stefano Modena ne semble pas porter rancune à celui qui lui a soufflé cette place enviée : « Ivan est clame et réfléchi ; il est le pilote idéal pour Ferrari, capable de tempérer l'impulsivité d'Alesi ». Le commentaire d'Alain Prost se révélera le plus pertinent quelques mois plus tard : « J'estime Ivan au point de l'avoir conseillé à Ferrari l'an passé avant l'arrivée d'Alesi. Mais s'il veut vivre tranquillement au sein de la Scuderia, je lui conseille de mentir à la presse ; il doit se mettre une chose en tête : le châssis et le moteur de Ferrari sont toujours les meilleurs. Toujours ! ».

### Nicola Larini

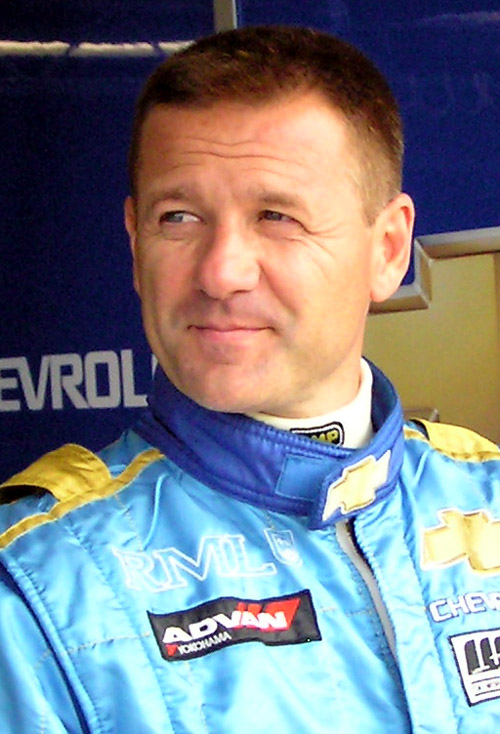
Nicola Larini (ici en 2006), pilote essayeur de Ferrari, remplace Ivan Capelli pour les deux dernières manches de la saison 1992.

Nicola Larini remplace Ivan Capelli pour les deux dernières épreuves du championnat du monde 1992. Il fait ses débuts en karting à seize ans puis rejoint le championnat italien de Formule Abarth en 1983. Deux ans plus tard, il intègre le championnat d'Italie de Formule 3 au sein de l'écurie Coloni avec laquelle il remporte le titre en 1986. En 1987, il participe, avec Forti Corse, au championnat international de Formule 3000 et prend part aux débuts de Coloni en Formule 1.
En 1988, Larini est recruté par la petite écurie Osella avec laquelle il réalise sa première saison complète dans la discipline-reine du sport automobile. L'année suivante, il se fait remarquer par quelques coups d'éclats, notamment en se hissant, pendant une dizaine de tours, à la troisième place du Grand Prix du Canada 1989, disputé sous la pluie, avant d'abandonner sur un problème électrique. En 1990, il rejoint Ligier, alors en déclin. Malgré une monoplace plus véloce que l'Osella, Larini se montre moins performant et est régulièrement dominé par son équipier Philippe Alliot. L'écurie française le congédie à l'issue de la saison. Il retrouve un volant en 1991 au sein du Modena Team, une nouvelle écurie évoluant en fond de grille avec laquelle il obtient pour meilleur résultat une septième place au Grand Prix des États-Unis. Après onze non-qualifications et l'arrêt du soutien de Lamborghini, la petite équipe ferme ses portes,.

## Engagement en championnat du monde de Formule 1

### Présentation et essais hivernaux
La Ferrari F92A est présentée le 6 février 1992 au siège de la Scuderia Ferrari, à Maranello en Italie, avant de faire ses premiers tours de roue sur le circuit de Fiorano. D'abord connue sous la dénomination 644, Luca di Montezemolo justifie le changement de numérotation par le fait qu'il fallait « montrer que nous entrons dans une ère nouvelle ». Les observateurs estiment que 1992 sera une année de transition pour l'écurie italienne qui, du fait de sa réorganisation interne, retrouverait sa compétitivité en 1993. Claudio Lombardi précise que Ferrari n'a pas terminé sa restructuration, « un travail de longue haleine » et qu'un « bon plan de redressement porte au moins sur deux ans ». En outre, les ambitions pour le championnat du monde de Formule 1 1992 sont très mesurées : alors que Jean Alesi et Ivan Capelli espèrent créer la surprise en obtenant une à deux victoires si l'ambiance interne de Ferrari s'améliore et les polémiques disparaissent, Harvey Postlethwaite annonce « qu'au vu de la situation, il ne fallait pas compter remporter de Grand Prix cette saison » d'autant plus que les analystes prédisent que Ferrari pourrait avoir à lutter contre la Scuderia Italia, Tyrrell, Jordan, Footwork et Ligier, cinq écuries de milieu de grille moins fortunées mais ambitieuses,,,.
La F92A effectue des essais au Portugal, sur le circuit d'Estoril, deux semaines avant le début de la saison, et celle-ci offre des sensations mitigées. En juillet 1999, Ivan Capelli se remémore ces essais, débutés avec la 643 puis poursuivis avec la F92A : « Quand j'ai quitté les stands avec le petit cheval noir au milieu de mon volant, je ne pouvais pas y croire. Sur votre peau, vous avez une sensation fantastique, vous ne trouvez pas vraiment les mots pour la décrire. La voiture n'était pas si mal comparée à ma Leyton House, en particulier le moteur. Et puis nous sommes allés directement à la version 1992… Vous pouvez immédiatement sentir après un tour si une voiture est bonne ou pas. Quand j'ai fait mon premier tour avec la F92A à Estoril, je me suis rendu compte que par rapport à la voiture de 1991, ce n'était pas une très bonne étape. C'était un concept étrange, qui ne fonctionnait pas du tout. J'ai immédiatement dit à Migeot que j'avais des doutes sur le fonctionnement de la voiture. Mais dès que j'ai dit cela, les ingénieurs ont commencé à écouter un peu plus Alesi ».
En effet, le Français estime que la F92A est « une monoplace saine, bien équilibrée et riche d’une impressionnante marge de progression ».

### Afrique du Sud: double abandon sur problème moteur
Le championnat du monde de Formule 1 débute le weekend du 1er mars 1992 en Afrique du Sud, sur le circuit de Kyalami. En qualifications, malgré des problèmes de tenue de route et de mise au point, Jean Alesi réalise le quatrième temps, en 1 min 17 s 208, à 1,7 seconde de la pole position de Nigel Mansell sur Williams-Renault, tandis qu'Ivan Capelli, en difficulté avec sa nouvelle monoplace, se contente du neuvième temps en 1 min 18 s 387,,. Les observateurs estiment que ces performances sont encourageantes et attestent du redressement amorcé par la Scuderia Ferrari.
En course, les deux pilotes prennent un bon départ : Alesi dépasse Gerhard Berger (McLaren-Honda) au premier virage et Capelli se retrouve septième à l'issue du premier tour. Alesi, Michael Schumacher (Benetton-Ford), Berger et Capelli se tiennent dans un mouchoir de poche. L'Italien, proche de dépasser Berger, abandonne au vingt-neuvième tour à cause d'un déficit d'huile moteur. Dix boucles plus loin, Alesi rencontre un problème de moteur et cède sa quatrième place à Schumacher ; il abandonne à la quarante-et-unième boucle, se garant dans les graviers, moteur fumant, en raison du désamorçage de la pompe à huile. Il s'avère que la F92A souffre d'un défaut de conception du réservoir d'huile moteur, dont le contenu se centrifuge dans les virages rapides et ainsi n'alimente plus la pompe. Ce dysfonctionnement n'entame cependant pas l'optimisme de Jean Alesi qui ambitionne de renouer avec le podium,,,,,.

### Mexique: nouveau double abandon, un moteur à l'origine d'une nouvelle crise

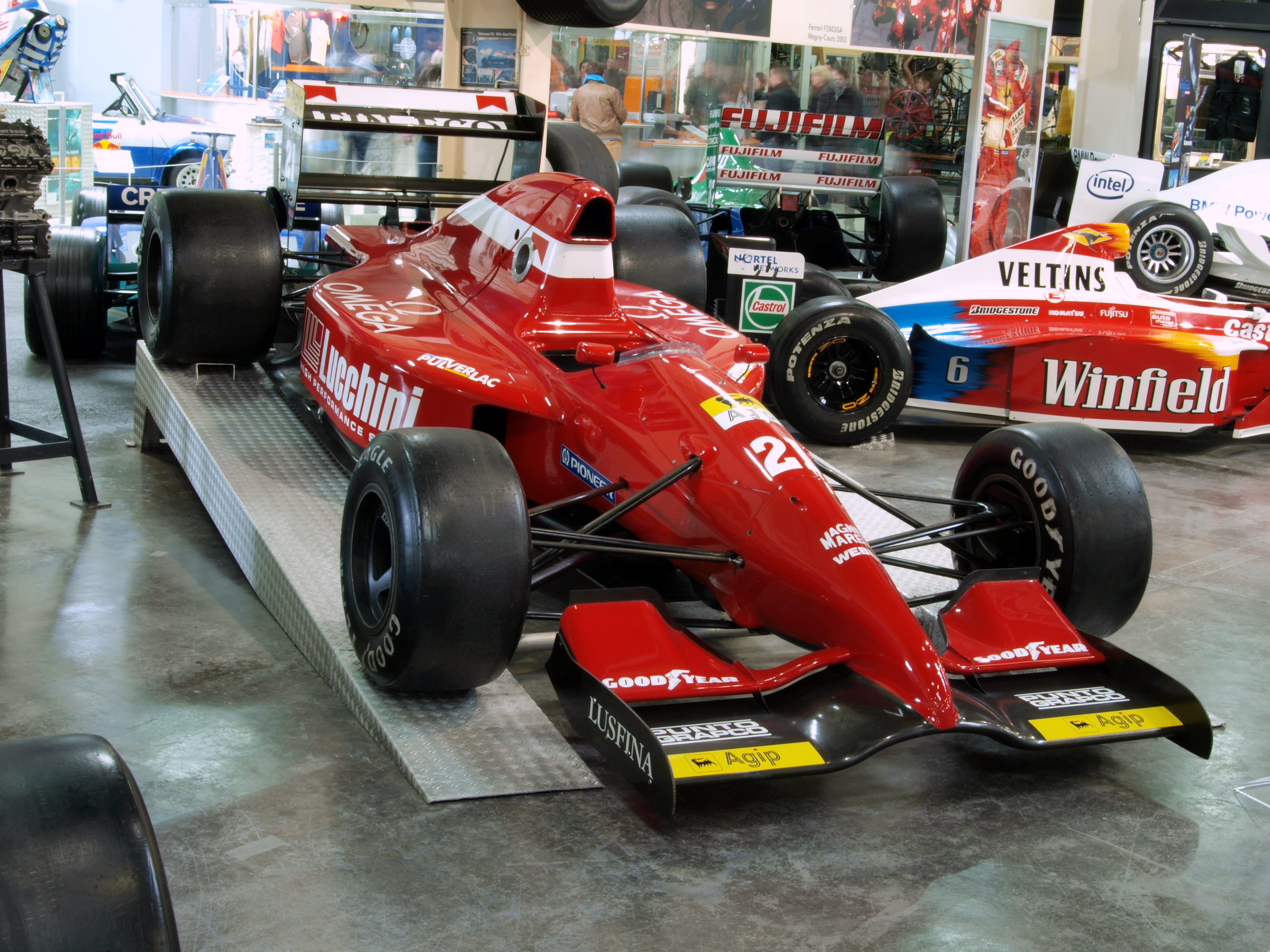
Le moteur Tipo 040 de la Ferrari F92A devrait être plus puissant de vingt chevaux que le Tipo 037 de cette Dallara 192 mais les problèmes techniques du nouveau bloc ne permettent pas d'exploiter totalement son potentiel.

Trois semaines plus tard, en marge du Grand Prix du Mexique, il est révélé que le moteur V12 Tipo 040 est aussi puissant que le Tipo 037 de la saison précédente fourni à la Scuderia Italia. Paolo Massai, le motoriste en chef de Ferrari, révèle que ce nouveau moteur devrait pourtant disposer de vingt chevaux de plus. Le rapide tracé de l'Autódromo Hermanos Rodríguez étant perçu comme favorable aux F92A à l'aérodynamique très soignée, un bon résultat est attendu pour remotiver les employés de Ferrari qui espèrent avoir résolu le problème de centrifugation de l'huile grâce à un nouveau réservoir. Jean Alesi affiche ses ambitions en arrivant à Mexico : « Les problèmes qu'on a rencontrés à Kyalami ne risquent pas de se reproduire. On a encore beaucoup à prendre de la manière de régler la voiture, mais je pense qu'on peut se qualifier ici devant les McLaren. En tout cas, c'est notre objectif ». L'écurie a préparé l'épreuve par une série d'essais privés sur le circuit d'Imola, jugée satisfaisante par Alesi,,.

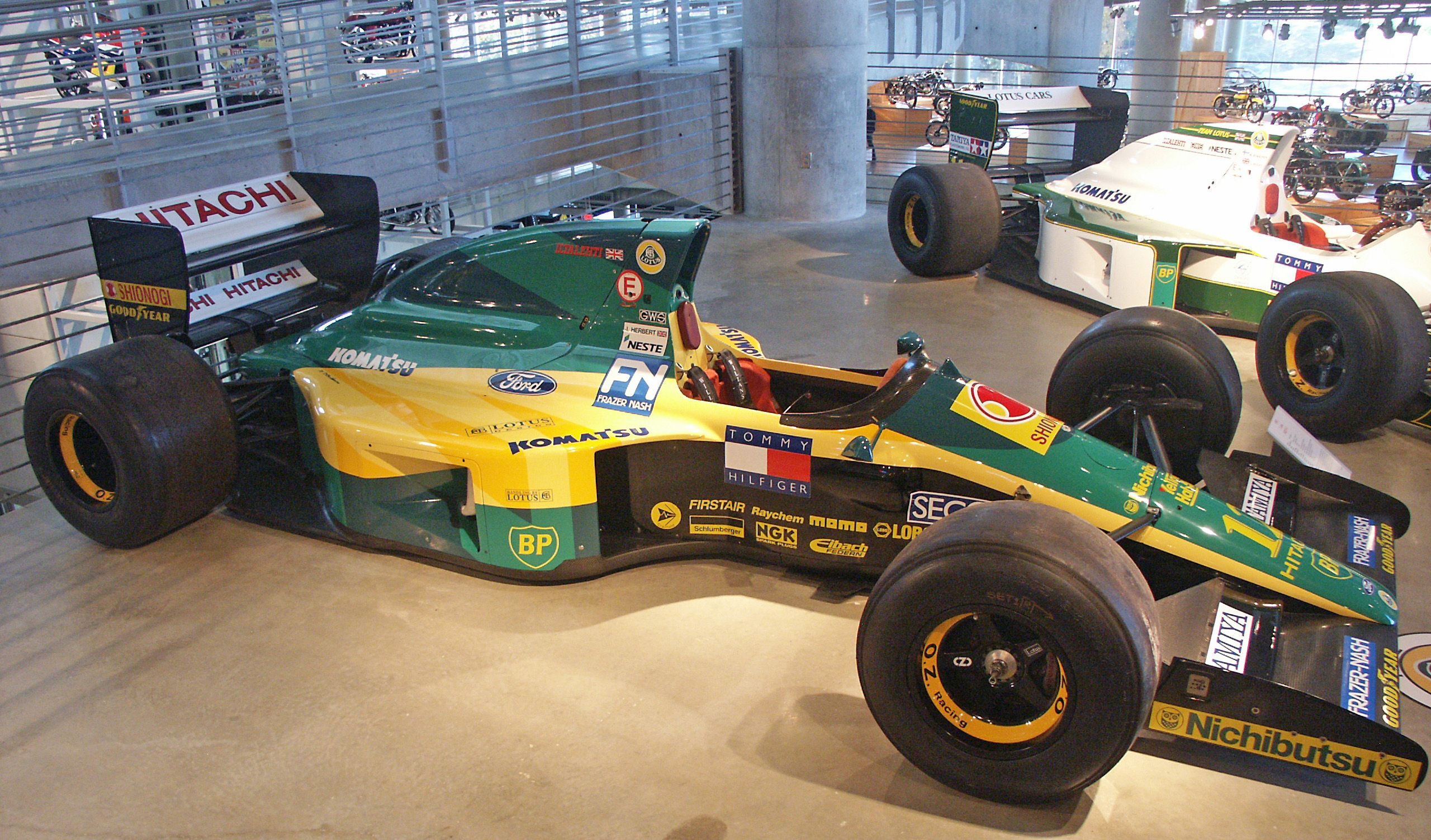
Lors du Grand Prix du Mexique, la Ferrari F92A se montre moins performante que la Lotus 102D-Ford.

Les séances d'essais du Grand Prix du Mexique s'avèrent cependant difficiles : en ligne droite, les F92A rendent 18 km/h aux Williams FW14B et souffrent d'une très mauvaise tenue de route dans la parabolique de Peraltada. Alesi et Capelli se retrouvent ainsi douzième et vingtième de la première séance qualificative du vendredi après-midi. Le lendemain, après avoir tenté de nombreux réglages sur le châssis afin d'en améliorer la tenue de route, le Français améliore légèrement ses performances en 1 min 19 s 417 mais se contente du dixième rang sur la grille de départ, à trois secondes de Mansell et derrière les deux Dallara 192-Ferrari de la Scuderia Italia. Alesi pointe du doigt le manque de puissance de son moteur qui souffre de l'altitude, le circuit mexicain étant juché à 2 000 mètres, et son manque de relance lors des phases d'accélération dans la section des esses. Ivan Capelli, vingtième des qualifications en 1 min 20 s 223, fustige sa monture : « Pas d'adhérence, pas de puissance, pas de maniabilité, pas de vitesse en ligne droite »,,,,,.
Au départ, Karl Wendlinger (March-Ilmor) touche la Tyrrell 020B d'Olivier Grouillard en se rabattant devant elle ; l'Autrichien part en tête-à-queue et harponne la Ferrari de Capelli qui traverse la piste et s'écrase contre le muret extérieur. Alesi, après un bon départ, est septième à l'issue de la première boucle puis sixième après l'abandon d'Ayrton Senna (McLaren-Honda). Le Français, en prise avec un moteur en manque de puissance, est longtemps menacé par Johnny Herbert (Lotus-Ford), au volant d'une modeste 102D dont la conception originelle remonte à 1990. Le Britannique est finalement dépassé par Andrea De Cesaris (Tyrrell-Ford) qui prend ensuite le meilleur sur Alesi au trentième tour. Deux boucles plus loin, le pilote Ferrari abandonne en raison d'un manque de lubrification interne du moteur, qui provoque sa casse. Alesi, qui en a « un peu marre » de ces problèmes techniques, perd sa jovialité de début de saison et critique vertement sa monoplace : « Ma voiture n'était pas préparée comme une Ferrari devrait l'être ! » Cependant, Alesi s'attendait à ce que la F92A perde son huile moteur eu égard aux mêmes déconvenues rencontrées lors des essais libres. Claudio Lombardi explique que l'expérimentation de tous les réglages possibles tant en aérodynamisme qu'en suspensions n'a rien changé à la tenue de route de la F92A. Enfin, les ingénieurs suspectent une surconsommation d'huile à l'origine des casses moteurs à répétition. Avec deux doubles abandons en deux courses, la Scuderia Ferrari effectue son plus mauvais début de championnat depuis 1986 et subit de vives critiques de la part de la presse italienne qui clame que l'écurie « touche le fond » et se demande « qui a trahi le Cavallino »,,,,,,.
À l'issue du Grand Prix du Mexique, Luca di Montezemolo réunit une cellule de crise composée de Niki Lauda, Claudio Lombardi, Harvey Postlethwaite, Jean-Claude Migeot, Paolo Massai et Sante Ghedini. Lors de cette réunion, les performances de Ferrari à Mexico sont analysées : le dépassement, sans résistance, par une Tyrrell est considéré comme consternant. Alesi explique que, pendant la seconde séance de qualification, il était incapable de dépasser la Brabham BT60B de Giovanna Amati, la plus lente monoplace du plateau, dans les esses du circuit, alors que l'Italienne lui laissait la place pour la doubler. Le Français précise qu'avec peu d'appui la tenue de route de la F92A est désastreuse et qu'avec beaucoup d'appui, si la voiture se comporte mieux dans les sections lentes, la faible puissance du moteur est un handicap sévère. De plus, elle sous-vire avec le plein d'essence et survire quand le réservoir s'allège. Lombardi avoue que les résultats obtenus depuis le début du championnat sont décevants mais pas totalement inattendus, montrant que la F92A, tant au niveau du châssis que du moteur, est une monoplace très mal née. Enfin, Niki Lauda déplore que « les gens qui ont dessiné la voiture ne sont plus là pour la développer » : Steve Nichols a été limogé et a rejoint Sauber tandis que Jean-Claude Migeot serait en disgrâce au sein de la Scuderia. Harvey Postlethwaite, arrivé à l'intersaison, ne peut avoir une influence majeure sur le développement de la F92A. Cette situation est similaire à celle de 1990, lorsque John Barnard a été évincé au profit de Nichols. Les spécialistes concluent qu'en limogeant régulièrement son directeur technique pour insuffisance de résultats sans lui laisser le temps de développer jusqu'au bout sa monoplace, la Scuderia Ferrari est toujours en retard d'une monoplace en termes de conception sur les autres écuries. Il est aussi reproché à Enzo Ferrari, le fondateur et patron de l'écurie jusqu'à sa mort en 1988, de ne pas avoir préparé sa succession en créant une direction d'écurie stable. Il se dit enfin que Fiat pourrait cesser d'investir dans son équipe de Formule 1 si les contre-performances perdurent,.

### Brésil: première arrivée dans les points pour Alesi et Capelli
Le weekend précédant le Grand Prix du Brésil, Jean Alesi et Nicola Larini, le pilote-essayeur de Ferrari, effectuent des essais sur l'anneau de vitesse de Nardò, propriété de Fiat située dans le sud de l'Italie, pour déceler les failles techniques de la F92A et de son moteur V12. Lors de la deuxième journée de tests, Alesi atteint la vitesse maximale de 322 km/h. Les ingénieurs découvrent que le carter d'huile, qui monte en pression à cause d'un défaut de fabrication des pistons du moteur, fabriqués par un sous-traitant, est à l'origine des défaillances de la monoplace survenues depuis le début de saison,,,.
Ce problème de piston laisse passer trop de gaz de blow-by ; deux solutions, temporaires, sont alors testées. La première, consistant en l'installation d'un segment supplémentaire, est vite abandonnée car faisant perdre trop de puissance. La seconde solution, une meilleure ventilation du carter, est retenue pour l'épreuve de Sao Paulo, mais conduit à une consommation excessive d'huile.
Pour la manche brésilienne, disputée du 3 au 5 avril sur le circuit d'Interlagos, la F92A est présente en deux configurations : une version dotée du moteur Tipo 040 et du nouveau carter et une autre motorisée par le bloc V12 Tipo 037 de 1991, en attendant que Paolo Massai ne résolve définitivement le problème de blow-by,. Le garage Ferrari reçoit également la visite du triple champion du monde Nelson Piquet, venu rencontrer ses amis Lauda et Alesi, ce qui fait naître des rumeurs sur l'éventuel remplacement d'Ivan Capelli, en difficulté, par le Brésilien. Lors des essais, les pilotes testent de nombreuses configurations du moteur Tipo 040 et ne souffrent d'aucun problème de fiabilité. Jean Alesi se qualifie en sixième position, en 1 min 18 s 647, à près de trois secondes de la pole position établie par Nigel Mansell (Williams-Renault), tandis qu'Ivan Capelli, en 1 min 19 s 300, se contente du onzième temps,,,. Pour autant, ce sont les blocs Tipo 037 de 1991 qui sont choisis pour la course, la Scuderia souhaitant se mettre à l'abri d'un nouveau double abandon.
Au premier tour de la course, Alesi et Capelli gagnent chacun une place. Le Français profite des ennuis mécaniques d'Ayrton Senna (McLaren-Honda) pour le dépasser et prendre la quatrième place, bien qu'il soit un temps menacé par la Benetton B191B-Ford de Martin Brundle : au trente-et-unième tour, le Britannique tente une attaque sur le Français et touche la Ferrari qui part en tête-à-queue ; celle-ci est intacte et Alesi profite de la déclivité de la piste pour redémarrer son moteur calé. En fin de course, sa monoplace étant instable et ses gommes avant se dégradant vite, Alesi ne parvient pas à suivre le rythme de Michael Schumacher (Benetton-Ford) pour la troisième place et termine quatrième, à un tour de Mansell, tout comme Capelli, cinquième en résistant en fin d'épreuve à Michele Alboreto (Footwork-Mugen-Honda). Ce résultat permet à Ferrari et ses pilotes de marquer leurs premiers points : l'écurie italienne prend la quatrième place du championnat du monde des constructeurs avec cinq points tandis qu'Alesi (trois points) et Capelli (deux points) se classent sixième et septième du championnat du monde. Pour autant, cette première épreuve sans abandon ne donne pas satisfaction : Alesi déclare que « ni le moteur ni le châssis ne sont bons » tandis que Claudio Lombardi juge que son équipe est « loin d'être compétitive »,,,,,.

### Espagne: podium pour un récital d'Alesi sous la pluie
Un mois plus tard, Ferrari aborde avec optimisme, eu égard aux progrès observés au Brésil, la quatrième manche du championnat sur le circuit de Catalogne, en Espagne. L'écurie révèle que ses monoplaces bénéficient de l'antipatinage depuis deux ans : des capteurs placés sur les roues arrière détectent le patinage et informent le système de gestion électronique qui coupe l'arrivée d'essence sur plusieurs cylindres pour arrêter le dérapage,.
Lors des qualifications, Ivan Capelli s'illustre en s'emparant du cinquième temps, en 1 min 22 s 413, à 2,2 secondes de la pole position de Nigel Mansell (Williams-Renault). Jean Alesi, pénalisé par un début d'incendie sur sa monoplace et relégué au huitième rang, en 1 min 22 s 746, s'illustre cependant lors des deux séances d'essais du samedi en s'adjugeant le meilleur temps sous la pluie, devenant, malgré cinq têtes-à-queue, le premier pilote à battre les Williams FW14B depuis le début de la saison,,,
Une averse s'étant abattue sur le circuit une heure avant le départ, les pilotes Ferrari chaussent, comme la plupart du plateau, les gommes rainurées. En cas d'épreuve sur piste humide, les observateurs placent Alesi (satisfait du comportement de sa voiture) et Senna, très à l'aise dans ces conditions, comme les favoris de la course,. Le Français, dont les roues arrière sont sur une zone sèche, prend d'ailleurs un excellent départ, slalome entre ses adversaires et sort troisième du premier virage derrière Mansell et Riccardo Patrese (Williams-Renault). Au treizième tour, l'Avignonnais est percuté par Gerhard Berger (McLaren-Honda) qui tentait de le dépasser. Il part en toupie mais reste en piste, cédant deux positions au profit de l'Autrichien et de Capelli. Sur une piste s'asséchant à mi-course, Alesi, équipé de gommes neuves, est le plus rapide et tente de remonter sur le peloton de tête avant d'être bloqué par Mika Häkkinen (Lotus-Ford), retardataire. Après un début de tête-à-queue à l'entrée d'un virage, rattrapé par un contre-braquage, Alesi dépasse le Finlandais au quarante-deuxième tour dans la courbe Seat mais ce dernier lui ferme la porte et l'accroche, sans dommages. La pluie retombe et Alesi revient sur Capelli, prenant la cinquième place. En dix tours, il rattrape les trente secondes de retard le séparant de Berger pour s'emparer de la quatrième position, non sans croiser de nouveau la route de Häkkinen qui lui bloque temporairement le passage. Le Français, en chasse pour le podium, reprend six secondes au tour à Senna. Le Brésilien part à la faute à deux boucles de l'arrivée en prenant un tour à Capelli dans le virage de La Caixa. Quelques mètres plus loin, l'Italien glisse à son tour et s'enlise dans les graviers ; il termine dixième, loin derrière Alesi, troisième de l'épreuve à 2,5 secondes de Michael Schumacher (Benetton-Ford) et à vingt-six secondes du vainqueur, Nigel Mansell. Le commentateur britannique Murray Walker compare le Français à Gilles Villeneuve pour son départ tonitruant, et qualifie ses attaques, tout au long de la course, de « démonstration époustouflante ». Alesi se hisse à la cinquième place du championnat du monde, au détriment de Senna, quand Capelli est huitième,,,,,,.

### Saint-Marin: double abandon devant lestifosi
Deux semaines plus tard se tient le Grand Prix de Saint-Marin sur l'Autodromo Enzo e Dino Ferrari. Le weekend précédent, Ferrari y effectue des essais, ainsi que sur le circuit du Mugello, lors desquels Harvey Postlethwaite teste une boîte de vitesses transversale semi-automatique. Cette disposition a pour but d'éliminer presque totalement le porte-à-faux en arrière de l'axe des roues. La boîte longitudinale avait été préalablement choisie pour ses avantages au niveau des formes aérodynamiques étudiées par Migeot. L'installation de la nouvelle boîte conduit donc à de profondes modifications du concept initial de la monoplace. Un déflecteur est installé pour fermer le « double fond plat » dans la zone centrale arrière de la monoplace et l'entretoise est totalement obturée à la hauteur de la moitié des pontons, avec un raccordement concave qui rappelle celui des Jordan 192. L'air est désormais expulsé vers le côté et les pontons fermés, comme sur les autres monoplaces. Les demi-coques latérales (qui formaient initialement le deuxième fond), sont coupées juste après les radiateurs de sorte que des échappements « plus traditionnels » puissent être installés. Ces profondes modification posent la question des réglages des suspensions, des amortisseurs et des barres antiroulis. Cette première version de la F92AT n'étant pas encore finalisée, les pilotes poursuivent le championnat avec la F92A à boîte longitudinale.
Cette première manche italienne de la saison est attendue au tournant par les tifosi qui ont envoyé des centaines de courriers de félicitations à Jean Alesi pour sa prestation en Espagne et espèrent une victoire de leur écurie à domicile. Néanmoins, l'Avignonnais refuse toute comparaison avec Gilles Villeneuve dont il est considéré comme l'héritier par les Italiens : « Personne ne peut égaler ce que Villeneuve faisait. Moi je veux être Jean Alesi… ». Enfin, Luca di Montezemolo et Ron Dennis, le patron de McLaren se rencontrent en Italie pour évoquer la limitation des aides électroniques au pilotage, une idée défendue devant la Fédération internationale du sport automobile mais rejetée catégoriquement par Williams,.
Plusieurs autres évolutions techniques sont testées lors de cette épreuve, dont une nouvelle spécification du moteur de qualification, qui semble donner satisfaction, ainsi qu'un carburant spécial qui apporte un gain sensible de puissance
Les essais du vendredi sont ponctués par un nouvel accrochage entre Alesi et le pilote Benetton Martin Brundle. Les deux pilotes étaient déjà entrés en collision au Brésil alors que l'Anglais tentait de doubler le Français. Alesi impute la responsabilité de l'accrochage à Brundle : « Brundle m'a retardé dans un bon tour en freinant trop tôt pour Rivazza. Je l'ai doublé mais il a essayé de me repasser et nous nous sommes touchés ». Brundle est encore plus vindicatif : « Gêné à Rivazza dans mon tour rapide, j'ai dû lever le pied. Alesi arrivait derrière moi dans un tour rapide et m'a poussé dans l'herbe puis a ralenti. Comme je voulais essayer de faire encore un tour rapide, je l'ai doublé. Il est venu à ma hauteur, a mis une de ses roues entre les miennes et je suis parti en l'air. C'était fou ! Je n'arrive pas à croire qu'il ait fait une chose pareille… ».
En qualifications, Alesi (1 min 23 s 970) et Capelli (1 min 24 s 192) se contentent des septième et huitième places sur la grille, à plus de deux secondes de Nigel Mansell (Williams-Renault), auteur de sa cinquième pole position consécutive,.
La course se déroule dans des conditions caniculaires avec une température de 40 °C. Les pilotes Ferrari s'équipent des gommes D (dures) de Goodyear et ne prévoient pas de s'arrêter aux stands. Capelli réalise un début de course solitaire et abandonne au douzième tour : il bloque ses roues dans le virage d'Acque minerali et termine dans le bac à graviers. Alesi, troisième au vingt-huitième tour à la faveur des arrêts aux stands de ses concurrents, provoque la joie des spectateurs italiens venus en nombre. Ses pneumatiques se dégradant sous l'effet de la chaleur, il cède néanmoins du terrain aux pilotes McLaren : à la quarantième boucle, Ayrton Senna le dépasse par l'extérieur à Tosa. Gerhard Berger tente de l'imiter mais heurte la roue arrière-gauche du Français qui ne le voit pas : les deux s'accrochent et abandonnent. Déçus par le double abandon de leurs pilotes, de nombreux tifosi quittent le circuit avant la fin de la course où Mansell s'impose pour la cinquième fois consécutive, ce qui constitue alors un record. Claudio Lombardi reste toutefois optimiste et voit des signes, lents mais réguliers, de progression,,,,.

### Monaco: problème électronique pour Alesi, Capelli menacé et dans le rail
Fin mai, en marge du Grand Prix de Monaco, sixième manche du championnat, Luca di Montezemolo prend, pour la première fois depuis sa nomination à la présidence de Ferrari, la parole à l'occasion d'une conférence de presse. Le but principal est de démentir plusieurs rumeurs insistantes, la presse italienne imaginant un possible retour d'Alain Prost au sein de l'écurie sur fond de réconciliation entre Ferrari et son ancien pilote ; Ivan Capelli, dont les performances déçoivent, est également annoncé comme menacé, Niki Lauda souhaitant recruter son compatriote Karl Wendlinger, auteur d'un début de saison honorable avec la modeste écurie March Engineering,. Di Montezelomo déclare notamment que la Scuderia n'abandonnera pas la Formule 1 à court terme, que Ferrari ne va pas fournir de moteurs à McLaren et que Prost ne remplacera pas Capelli. L'information la plus importante reste toutefois le fait que Ferrari semble, d'ores et déjà, résignée à faire une croix sur la saison en cours : « Depuis la mort d'Enzo Ferrari, quatre présidents et administrateurs délégués se sont succédé à la tête de l'entreprise et aucune firme au monde ne peut s’accommoder de tels changements. Nous n'avons pas l'espoir d'obtenir une réussite exceptionnelle cette année ».
Ferrari ne souhaite pas engager la F92T à Monaco car sa configuration aérodynamique ne correspond pas aux exigences du circuit. Les qualifications voient Jean Alesi, au volant de la F92A, réaliser, malgré un tête-à-queue aux essais, la meilleure performance de Ferrari dans cet exercice en 1992, le Français réalisant le quatrième temps, en 1 min 20 s 895, à 1,4 seconde de la pole position de Nigel Mansell (Williams-Renault) ; Ivan Capelli, gêné par le trafic, est huitième en 1 min 22 s 119. Alesi est satisfait de sa monoplace qui, pour la première fois de la saison est « plus rapide en qualifications que la 643 de l'année dernière »,,,.

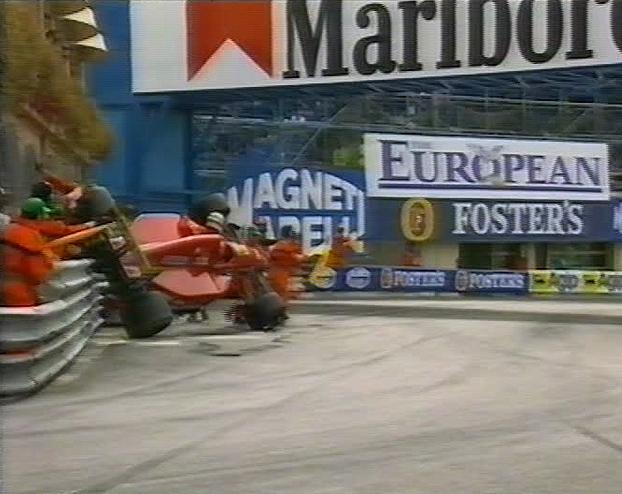
L'accident d'Ivan Capelli lors du Grand Prix de Monaco.

En course, le Français est en prise avec Michael Schumacher (Benetton-Ford) pour la quatrième place. Au treizième tour, l'Allemand tente de le dépasser à l'épingle du Loews mais l'Avignonnais lui ferme la porte. À la sortie du virage, la Benetton B192 de Schumacher s'appuie contre la Ferrari F92A d'Alesi qui esquisse un tête-à-queue. Ce dernier garde le contrôle de sa monoplace et sa position mais son ponton gauche est endommagé. Huit boucles plus loin, Schumacher le dépasse sur la ligne de départ, profitant des problèmes de transmission du Français, qui abandonne au vingt-neuvième tour, dans la chicane du port, l'accrochage ayant abîmé son boîtier de commande de gestion électronique. De son côté, Ivan Capelli, quatrième à la faveur des abandons de ses concurrents directs, part en tête-à-queue dans la courbe précédant le virage de la Rascasse et termine à cheval sur le rail de sécurité. De nombreux observateurs estiment dès lors que cette erreur sera la dernière de l'Italien chez Ferrari. Cependant, Claudio Lombardi estime que l'épreuve monégasque a montré que, même si les problèmes de son équipe ne sont pas résolus, son « travail acharné commence à porter ses fruits »,,,.

### Canada: second podium pour Alesi

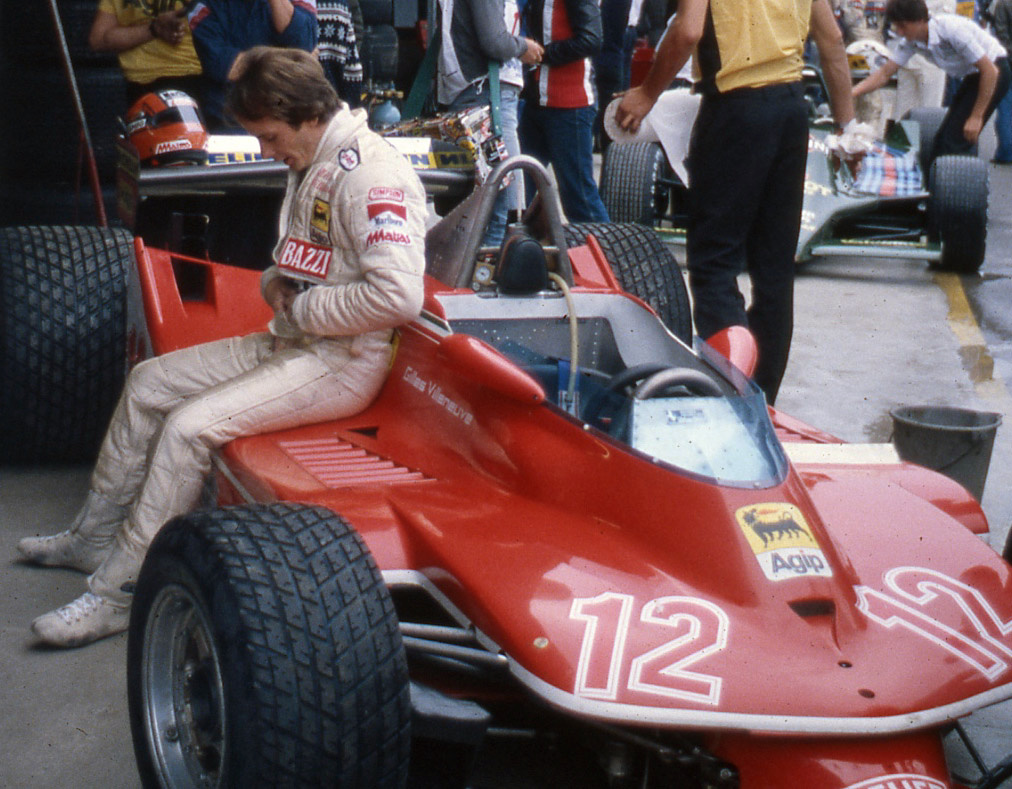
Les tifosi comparent le style de pilotage de Jean Alesi à celui de Gilles Villeneuve, son aîné, qui a piloté, comme lui, avec le no 27 pour Ferrari.

Deux semaines plus tard, à la mi-juin, se tient le Grand Prix du Canada sur le circuit Gilles-Villeneuve, dix ans après la disparition du célèbre pilote éponyme. Alors que de nombreux supporters de la Scuderia Ferrari comparent le style de pilotage généreux de Jean Alesi à celui de son aîné, celui-ci n'y prête pas attention, s'apprêtant à célébrer son mariage avec Laurence.
Lors des séances d'essais, Alesi dispose, le vendredi, de la F92T ; le circuit, très bosselé, ne convient pas à ses suspensions et le Français effectue un tête-à-queue. Ainsi, en qualifications, il choisit d'utiliser la F92A bien qu'elle se révèle instable et qu'elle manque de vitesse de pointe en ligne droite ; Alesi se contente du huitième temps, en 1 min 21 s 777, à deux secondes d'Ayrton Senna (McLaren-Honda), auteur de la pole position tandis qu'Ivan Capelli est neuvième en 1 min 22 s 297,.
Au départ, Alesi perd une place au profit de Mika Häkkinen (Lotus-Ford) tandis que Capelli se retrouve onzième, derrière Karl Wendlinger. Au dix-neuvième tour, la suspension arrière de la monoplace de l'Italien se brise : il perd le contrôle de sa monoplace au moment d'aborder le premier virage puis s'écrase violemment contre le mur de béton, son casque le heurtant même. Capelli en sort toutefois indemne et s'extirpe seul de sa monoplace. De son côté, Alesi, malgré une perte de rythme par rapport aux pilotes qui le précèdent au fil de la course, profite des abandons pour franchir la ligne d'arrivée en troisième position, à 1 min 7 s du vainqueur, Gerhard Berger (McLaren-Honda) ; il obtient le deuxième et dernier podium de Ferrari cette saison, et un total de onze points au championnat du monde. Au Canada, la F92A se montre moins véloce que la nouvelle Lotus 107,,,.
L'accident de Capelli, selon ses dires, est présenté comme une erreur de sa part et non une défaillance technique de sa monoplace, pour des « raisons politiques ».

### France: double panne moteur sous la pluie nivernaise
Une semaine avant le Grand Prix de France, organisé du 3 au 5 juillet sur le circuit de Nevers Magny-Cours, Ferrari effectue une séance d'essais privés sur le circuit de Silverstone. Lorsque Jean Alesi perd un élément de carrosserie dans le virage de Becketts, sa monoplace s'envole et percute le rail à 240 km/h ; la violence du choc coupe le casque du Français en deux mais il en réchappe avec de simples douleurs cervicales. Si cet impressionnant accident n'entame aucunement sa motivation, l'Avignonnais reste pessimiste quant à ses chances de victoire pour son épreuve nationale, déclarant qu'il va « encore devoir compter sur les abandons des autres ».
Dans le même temps, Giovanni Agnelli espère toujours recruter Ayrton Senna dès que Ferrari sera en mesure de produire une monoplace compétitive. Des rumeurs annoncent une nouvelle restructuration de la Scuderia à l'issue de la saison, Harvey Postlethwaite prenant la direction technique alors que Claudio Lombardi se concentrerait sur le développement des moteurs
La manche française se déroule dans des conditions difficiles puisqu'une grève des transporteurs routiers afin de protester contre l'instauration du permis de conduire à points paralyse les grands axes. Les écuries peinent à acheminer leur matériel dans la Nièvre et sont parfois escortées par la gendarmerie ; Ferrari est prise en charge par les forces de l'ordre sur l'autoroute A1 à son arrivée à Mâcon. À l'issue des essais, Ferrari se félicite de voir que son moteur a un peu progressé et que la vitesse de pointe de ses monoplaces est désormais comparable à celle de leurs rivales. Alesi dispose d'une monoplace dotée d'une nouvelle suspension avant mais est victime d'un tête-à-queue puis doit stopper sa session lorsque sa carrosserie commence à se détacher du châssis.
En qualifications, les F92A manquent de tenue de route : Alesi est sixième (1 min 16 s 118) à 2,2 secondes de la pole position de Nigel Mansell (Williams-Renault) et Capelli huitième en 1 min 16 s 443,. Lors de la séance d'échauffement du dimanche matin, Alesi réalise le deuxième temps, derrière Nigel Mansell, et ambitionne de monter sur le podium de son Grand Prix national. Au départ de la course, Capelli rétrograde en dixième position tandis qu'Alesi gagne une place. Le Français lutte contre Mika Häkkinen (Lotus-Ford) pour le compte de la quatrième place après l'abandon de Gerhard Berger (McLaren-Honda). Après dix-huit tours, la course est interrompue sur drapeau rouge en raison de fortes pluies qui s'abattent sur le circuit. Vingt-cinq minutes plus tard, un second départ est donné alors que la piste s'assèche. À la trente-huitième boucle, Capelli abandonne à cause d'un mauvais fonctionnement d'un boîtier électronique. Cinq tours plus loin, Alesi double Martin Brundle (Benetton-Ford) et se retrouve troisième alors que la pluie fait son retour. Tandis que la concurrence chausse les gommes rainurées, le Français, ignorant les appels à rentrer de son stand, poursuit avec des pneumatiques slicks usés, profitant de l'excellente adhérence de sa monoplace à double fond plat. Très à l'aise dans ces conditions, il ne rend qu'une seconde au tour à Mansell, pourtant équipé de pneus pluie, et se rapproche de Riccardo Patrese (Williams-Renault), malgré une toupie, qu'il rattrape, dans la courbe d'Estoril. Quatre boucles plus loin, Alesi chausse des pneus neufs pour piste sèche mais cale son moteur au démarrage, portant la durée de son arrêt à plus de vingt secondes. Il repart quatrième, derrière Brundle, qu'il pourchasse à vive allure sous des trombes d'eau avant d'abandonner au soixante-deuxième tour, sur casse moteur. Son festival sous la pluie lui permet de s'offrir le troisième meilleur tour de la course, juste derrière les pilotes Williams,,,.
Harvey Postlethwaite reproche à son pilote d'avoir perdu la troisième place en ne respectant pas la consigne de rentrer rapidement aux stands pour s'équiper de pneus pluie. Alesi explose de colère et affirme qu'il avait une meilleure appréciation des conditions de piste que ses ingénieurs et qu'il ne peut pas être à l'origine de la panne de son moteur. Il quitte le circuit dès la fin de course en hélicoptère. Au championnat du monde des pilotes, Ivan Capelli dégringole à la treizième place,.

### Grande-Bretagne: explosion d'extincteur pour Alesi, neuvième place pour Capelli

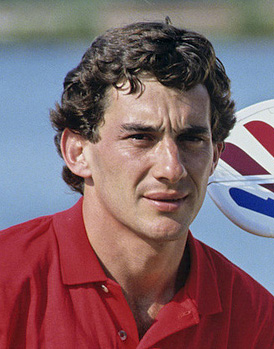
La Scuderia Ferrari, désireuse de remplacer Ivan Capelli dont les performances sont très inférieures à celles de Jean Alesi, fait du recrutement d'Ayrton Senna une priorité pour la préparation de la saison 1993.

En marge du Grand Prix de Grande-Bretagne, Ayrton Senna, lassé par le manque de compétitivité de son écurie McLaren, rencontre Luca di Montezemolo qui aimerait reconstruire la Scuderia Ferrari, en pleine crise de performance, autour de lui. Senna, intéressé, exige, par l'entremise de son agent Julian Jakobi le recrutement de l'ingénieur John Barnard avant d'envisager des négociations plus abouties (« C'est la clef de voûte de toute négociation ») condition réaliste puisque le président de Ferrari cherche à faire revenir Barnard dans son équipe,.
Pour Silverstone, épreuve organisée une semaine après le Grand Prix de France, Ferrari met à disposition de Jean Alesi un mulet-F92A doté d'une nouvelle suspension, d'un extracteur modifié et d'un moteur de qualification spécialement préparé. Ivan Capelli, déconsidéré au sein de son équipe et isolé avec son ingénieur de course et son chef mécanicien, ne bénéficie pas de ces attentions,.
Lors des essais, une casse du moteur de qualification oblige Alesi à troquer son mulet, pourvu de toutes les évolutions, contre la monoplace prévue pour la course et encore mal réglée pour le tracé britannique ; il se qualifie en huitième position, en 1 min 23 s 723, à 4,7 secondes de la pole position de Nigel Mansell (Williams-Renault) tandis qu'Ivan Capelli, en proie au sous-virage, n'est que quatorzième, en 1 min 24 s 558,.
Pour la course, Alesi choisit de revenir au mulet dont le moteur a été changé mais qui bénéficie des dernières innovations techniques. Au premier tour, Capelli se hisse à la douzième place puis lutte avec Erik Comas (Ligier-Renault) et Michele Alboreto (Footwork-Mugen-Honda) pour le bénéfice de la dixième place. Alesi, après avoir contenu plusieurs tentatives, cède, au vingt-et-unième tour, sa huitième position à Mika Häkkinen (Lotus-Ford). Huit boucles plus loin, Capelli dépasse Alboreto et se retrouve dixième. Alesi et Capelli changent leurs gommes aux trente-quatrième et trente-septième tours. Sept boucles plus loin, l'extincteur de bord du Français explose dans sa voiture, libérant son gaz froid sur les jambes d'Alesi qui abandonne dans le virage de Maggots ; Ferrari décide dès lors de remplacer la bonbonne en alliage léger par de la fibre de carbone. Capelli termine neuvième, à un tour du vainqueur Nigel Mansell, un résultat prévisible pour Claudio Lombardi qui « savait que nous ne serions pas compétitifs ici »,. Alesi rétrograde à la septième place classement du championnat du monde des pilotes.

### Allemagne: recrutement de John Barnard, Capelli non reconduit en fin de saison
Les négociations se poursuivent entre la Scuderia Ferrari et John Barnard ; comme lors de leur première collaboration, Ferrari propose à Barnard un contrat de cinq ans et de s'installer chez lui, en Angleterre, pour créer un nouveau bureau d'études (alors que le Guildford Technical Office a été vendu six mois plus tôt) où il sera en charge d'un département « projets, développement et recherche automobile ». Comme Barnard ne souhaite pas s'immiscer dans la gestion de l'équipe, Harvey Postlethwaite prendra la direction de l'écurie tandis que Claudio Lombardi gèrera le bureau d'étude chargé des moteurs, Paolo Massai devenant son adjoint. Jean-Claude Migeot conserve la charge de la partie aérodynamique. L'ingénieur britannique, après un court délai de réflexion, paraphe son contrat au soir du Grand Prix d'Allemagne, le 26 juillet,.
Barnard déclare peu après que le concept F92 doit être remplacé le plus rapidement possible, d'abord par un modèle de transition en 1993, le temps qu'une nouvelle monoplace conçue par ses soins soit opérationnelle, en 1994. Harvey Postlethwaite espère que cette nouvelle collaboration sera plus sereine que leur précédente, son contrat venant à terme à l'issue de la saison 1993, il pourrait envisager de quitter Ferrari si Barnard empiétait sur ses prérogatives.
Dans le même temps, Ivan Capelli est démotivé par sa situation désastreuse au sein de Ferrari et sa mise à l'écart : « Il y a une Ferrari A pour Jean. Moi je n'ai que la B ». Luca di Montezemolo, toujours désireux d'attirer Ayrton Senna moyennant un salaire annuel de trente millions de dollars et d'obtenir le titre mondial à l'horizon 1995, lui signifie d'ores et déjà la fin de son contrat à l'issue de la saison,,,.
Sur l'Hockenheimring, Jean Alesi dispose d'une monoplace pourvue de la nouvelle suspension avant précédemment testée. Le mulet, réservé au Français, dispose également de cette évolution tandis que la monoplace de Capelli a des basculeurs de suspension arrière différents ; toutes les monoplaces ont un nouveau fond plat. Ces évolutions préfigurent la version F92T de la monoplace, prévue pour le Grand Prix de Belgique.
Alesi hisse sa Ferrari à la cinquième place sur la grille, en 1 min 40 s 959, à trois secondes de la pole position de Nigel Mansell (Williams-Renault). Son équipier, Capelli, en difficulté avec un moteur poussif, se contente du douzième rang, en 1 min 42 s 748. Alors qu'il analyse ses performances durant les essais, l'Italien essuie une diatribe de la part de Niki Lauda : « Si tu conduis comme ça depuis douze ans, tu te trompes depuis le début !, ».
Les deux pilotes Ferrari chaussent des gommes Goodyear B (dur), dans le cadre d'une stratégie sans arrêt. Au départ, Alesi est dépassé par les Benetton B192 de Michael Schumacher et de Martin Brundle tandis que Capelli prend un excellent envol et se retrouve huitième. L'abandon de Gerhard Berger (McLaren-Honda) permet au duo de gagner une place. Au vingt-et-unième tour, Capelli abandonne à la suite d'une perte de puissance de son moteur ; l'abandon de Riccardo Patrese (Williams-Renault) permet à Alesi de terminer cinquième, à près de trente-sept secondes de Mansell. Le Français totalise alors treize points au championnat du monde, où il demeure septième. Harvey Postlethwaite déclare : « Nous avons plus de puissance et une configuration améliorée mais nous sommes encore trop loin,. »

### Hongrie: le500eGrand Prix de la Scuderia Ferrari

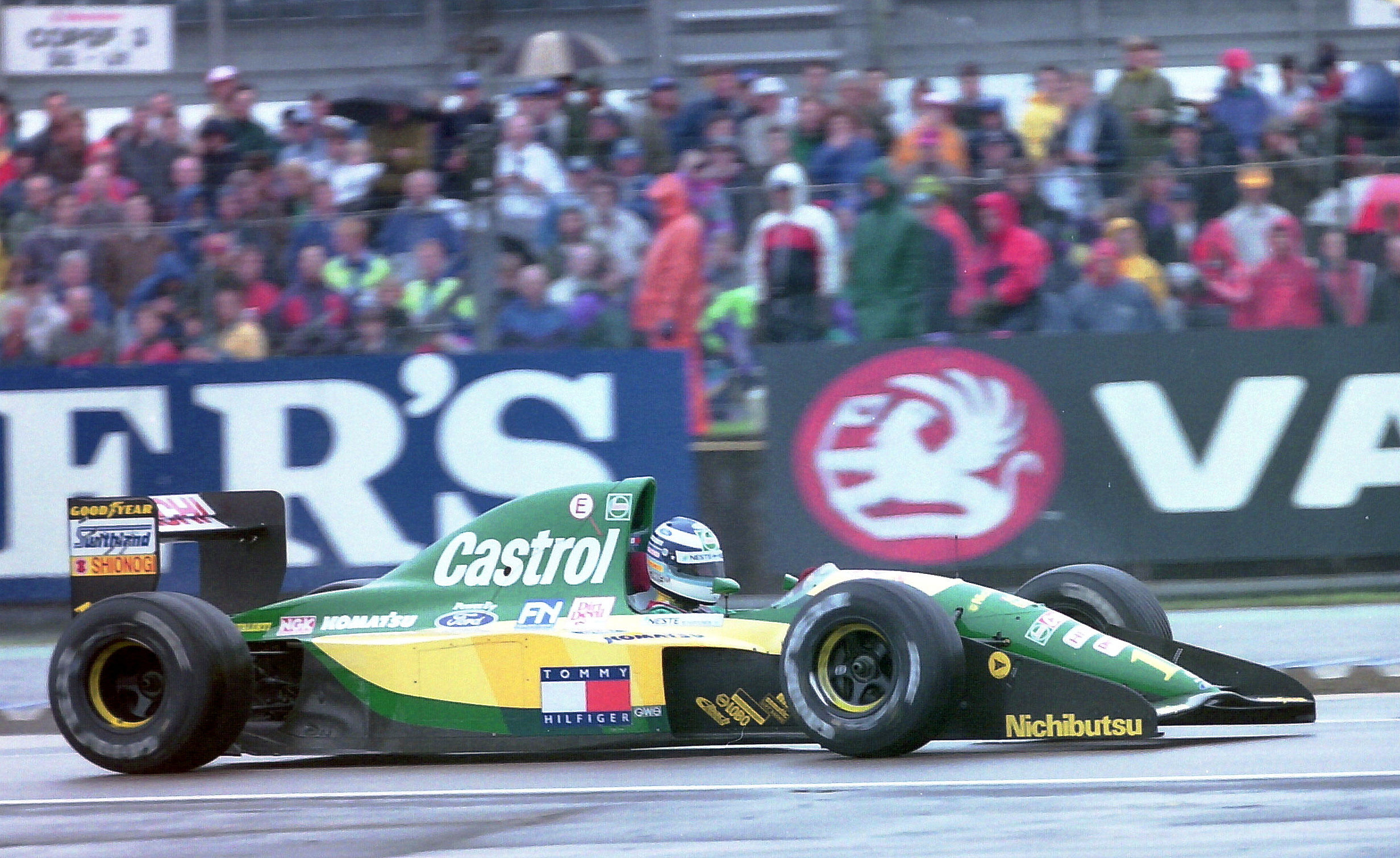
En Hongrie, la F92A trouve une nouvelle rivale directe dans le peloton avec la Lotus 107 de Mika Häkkinen.

Le contrat étant officialisé, Ferrari confie à John Barnard la conception d'une toute nouvelle monoplace pour 1994, l'équipe engageant, en 1993, une voiture intermédiaire dont l'objectif est la troisième place du championnat du monde des constructeurs,.
Alors que Jean Alesi devrait conserver son baquet pour 1993, l'écurie italienne s'active à trouver un remplaçant à Ivan Capelli ; Giancarlo Baccini, porte-parole de la Scuderia Ferrari, révèle être en négociations avec le Brésilien Ayrton Senna, le Britannique Nigel Mansell et l'Autrichien Gerhard Berger. Le triple champion du monde demeure néanmoins « la cible numéro un » de Ferrari mais Baccini le prévient : « Nous espérons de bons résultats l'année prochaine mais nous ne serons pas de retour au sommet. L'une des choses que Senna doit décider est s'il accepte cela. Il doit décider s'il est d'accord pour travailler avec nous pour préparer une voiture pour 1994 ». Niki Lauda propose à Senna un contrat de deux ans et un salaire annuel de vingt-cinq millions de dollars,.
L'épreuve hongroise, du 14 au 16 août, marque la cinq-centième participation de Ferrari à un Grand Prix de Formule 1 depuis ses débuts en compétition, lors du Grand Prix de Monaco 1950.. Luca di Montezemolo avoue que « la Scuderia n'a rien fait pour son centième Grand Prix, pas davantage pour le deux-centième. Nous ne ferons rien pour le 500e… ». Plusieurs événements ponctuent néanmoins cet anniversaire. Le vendredi soir du Grand Prix de Hongrie, quatre ans après le décès d'Enzo Ferrari, un dîner de gala se tient à l'hôtel Kempinski de Budapest autour du président de Ferrari et Aleardo G. Buzzi, l'ancien président de Philip Morris Europe lors duquel Katzumi Ichida, le directeur technique de la compétition de Honda, motoriste de McLaren et qui s'apprête à quitter la Formule 1, offre à Montezemolo un casque de samouraï du XVIIe siècle, en « symbole de notre respect du combattant ». Enfin, le samedi après-midi et le dimanche matin, de nombreux modèles de Ferrari, notamment prêtés par Albert Obrist, le plus grand collectionneur mondial de la marque, sont exhibés sur le Hungaroring et d'anciens pilotes reprennent le volant de leurs monoplaces comme, entre autres, Luigi Villoresi (83 ans et non casqué) et sa 375, Maurice Trintignant et sa 555, Tony Brooks et sa Dino 246, Giancarlo Baghetti et sa 156 mais aussi Roberto Moreno sur une 312 T2 et Patrick Tambay sur une 126 C2B. Alors que la F92A, confiée à Nicola Larini, est victime d'une avarie technique, tout comme la F1-87/88C de Jyrki Järvilehto, Tambay plaisante sur les piètres performances de son ancienne écurie : « On nous demande de ne pas forcer la cadence. Sans doute pour ne pas humilier les Ferrari d'aujourd'hui… »,.
Harvey Postlethwaite n'affiche aucune ambition pour cette onzième manche puisqu'il affirme que le tourniquet du Hungaroring est « mauvais pour la F92A ». En qualifications, la F92A demeure lente et instable : Alesi évolue au dixième rang en 1 min 18 s 665, à 3,1 secondes de la pole position de Riccardo Patrese (Williams-Renault) alors qu'Ivan Capelli, qui souffre encore des séquelles d'un grave accident survenu lors d'essais privés organisés à Imola, est dixième, en 1 min 18 s 765,,.
Au départ de la course, les pilotes Ferrari gagnent une place en profitant de l'accrochage de Thierry Boutsen (Ligier-Renault) puis une autre après un tête-à-queue de Michele Alboreto (Footwork-Mugen-Honda) au huitième tour. À la boucle suivante, Mika Häkkinen (Lotus-Ford) dépasse Capelli et poursuit Alesi dont la monoplace manque d'adhérence. Le Français résiste à sa pression jusqu'au quinzième tour où il sort de la piste au premier virage et casse sa transmission à la relance. Capelli, au terme d'une course anonyme marquée par une sortie de piste sans conséquence au vingt-huitième tour, prend le point de la sixième place, à un tour du vainqueur, Ayrton Senna et de Nigel Mansell, sacré champion du monde. Capelli remonte à la douzième place du championnat avec trois points, mais ne sait pas encore qu'il s'agit du dernier Grand Prix de sa carrière qu'il termine,,,.

### Belgique: l'arrivée de la F92AT pour un double abandon

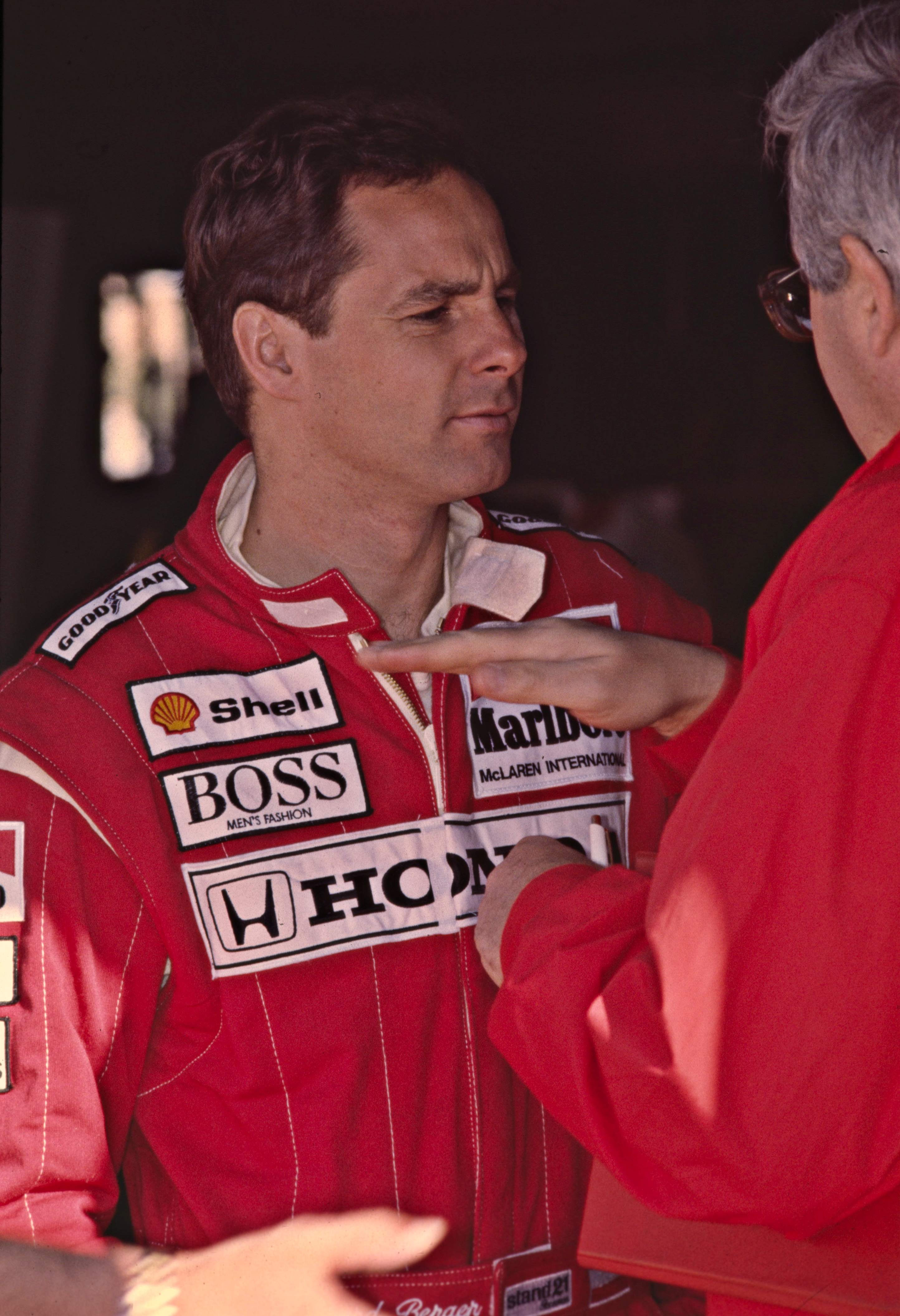
Dès la fin août 1992, Ferrari annonce le remplacement d'Ivan Capelli en 1993 par l'Autrichien Gerhard Berger (ici en 1991), qui fait son retour dans l'écurie au cheval cabré après un premier passage entre 1987 et 1989.

Deux semaines plus tard, à la fin août, se tient la douzième manche du championnat, sur le circuit de Spa-Francorchamps en Belgique. Peu avant, Nigel Mansell dément les rumeurs le liant à Ferrari tandis qu'Ayrton Senna ferme la porte à un engagement pour 1993, estimant que l'écurie italienne n'offre pas « les garanties techniques nécessaires pour viser la victoire » tout en restant ouvert à une arrivée en 1994.
Ainsi, le 26 août, deux jours avant les premiers essais du Grand Prix de Belgique, Ferrari annonce avoir recruté l'Autrichien Gerhard Berger, convaincu par Niki Lauda de revenir au sein de l'équipe italienne, aux côtés de Jean Alesi,. Berger est motivé par le retour de John Barnard qu'il a côtoyé lors de son premier passage entre 1987 et 1989 : « Indiscutablement, Ferrari connaît toujours un certain nombre de problèmes, notamment au niveau du châssis. Mais les choses sont en train d'évoluer dans le bon sens avec notamment l'arrivée de John Barnard. Je n'ai pas souvenance qu'il ait, par le passé, construit une voiture qui n'ait pas bien marché. J'ai 100 % confiance en lui. Et puis, les choses ont changé chez Ferrari. Jadis, on me disait : "Asseyons-nous et causons." Et on causait tout le temps. Aujourd'hui, les contacts sont plus directs ». Il espère ainsi relancer sa carrière après avoir été éprouvé par la totale domination de son équipier Senna chez McLaren Racing. Alesi reste toutefois perplexe vis-à-vis de cette future collaboration : « Je connais peu Gerhard. Mes contacts avec lui se sont limités à deux accrochages en piste… »,,,.
Ferrari achemine en Belgique deux exemplaires de sa nouvelle F92AT (dont un mulet), réservées à Jean Alesi tandis qu'Ivan Capelli conserve la F92A originelle jusqu'au Grand Prix suivant, en Italie,,.
Ayant effectué ses premiers tours de roues à Monza lors d'essais privés, cette nouvelle monoplace dispose d'une boîte de vitesses transversale à sept rapports, d'une suspension avant modifiée, d'une nouvelle géométrie de suspension arrière, d'un empattement allongé et de fixations moteur plus rigides. En 2020, Jean-Claude Migeot révèle n'avoir pas soutenu ces modifications : « Elle était plus compacte, mais également plus large, donc elle a affecté le passage du flux d'air dans le double fond plat de la voiture. Pour faire court, nous allions de moins en moins vite, ».
Jean Alesi, satisfait du comportement de sa nouvelle monture, surtout sur piste mouillée, se qualifie en cinquième position (1 min 54 s 438), à 3,8 secondes de la pole position de Nigel Mansell (Williams-Renault), alors qu'Ivan Capelli, qui peine à régler la F92A pour corriger sa mauvaise tenue de route et est victime d'une casse moteur, est douzième en 1 min 56 s 075,.
En course, l'averse qui s'abat en début d'épreuve permet à Capelli de se hisser à la neuvième place. Les pilotes de tête rentrent rapidement aux stands pour chausser les pneus pluie, sauf Ayrton Senna qui prend la première place. Alesi, en gommes rainurées dès le troisième tour, se retrouve quatrième. Au septième tour, il est poursuivi par Mansell. Les deux rivaux arrivent à hauteur de la Lotus 107 de Johnny Herbert : le Français tente de dépasser le Britannique par l'intérieur dans la chicane mais ce dernier lui coupe la trajectoire. Alesi escalade le vibreur extérieur mais reste devant Mansell et prend la deuxième place à la faveur des arrêts aux stands d'Herbert et de Riccardo Patrese (Williams-Renault). Puis, dans la ligne droite des stands, Mansell prend l'aspiration d'Alesi. Au niveau de l'épingle du premier virage, il se décale vers l'intérieur puis vers l'extérieur, Alesi défendant sa position. C'est à ce moment qu'Alesi freine et perd le train arrière de sa monoplace : sa roue arrière-gauche touche la roue avant-droite de la Williams FW14B. Le Français part en tête-à-queue et abandonne. Treize boucles plus loin, Capelli, alors sixième et poursuivi par Herbert, abandonne à hauteur du virage Stavelot en raison d'une nouvelle casse moteur,,.

### Italie: septième double abandon, à domicile
Deux semaines plus tard, à la mi-septembre, la Scuderia Ferrari dispute en Italie son Grand Prix à domicile sur le circuit de Monza. Les tifosi, démoralisés par les piètres performances de leur écurie favorite, ne se déplacent pas en nombre : la tribune principale, située dans la ligne droite des stands, est à moitié vide durant les essais du Grand Prix. Pourtant, afin d'attirer le public, Ferrari avait organisé, une semaine avant l'épreuve, une session d'essais sur ce circuit, lors de laquelle Jean Alesi effectuait des tours rapides, équipés d'anciens pneus de qualifications.
Alesi bénéficie d'une évolution de son moteur V12 destiné aux qualifications et Ivan Capelli dispose, enfin, de la F92AT. Néanmoins, l'Avignonnais ne se fait pas d'illusion sur un éventuel bon résultat et critique ouvertement le moteur de sa monoplace, ce qu'aucun pilote ou ingénieur de l'équipe italienne, hormis Gilles Villeneuve, n'avait fait auparavant : « Je tremble à l'idée de Monza, car ce ne peut être un Grand Prix comme un autre pour un pilote Ferrari. Il est inutile d'imaginer un redressement d'ici la saison prochaine. Cela ne m'empêchera pas de faire de mon mieux, comme toujours mais les tifosi ne s'en contenteront pas… […] Le moteur ne fonctionne pas toujours comme il le devrait. […] Il restera notre plus gros handicap jusqu'à la fin de la saison ». Il explique aussi les difficultés rencontrées avec la voiture et sa relation avec son équipier : « Nous sommes passés d'une voiture à l'autre trop rapidement. Nous ne comprenions vraiment pas ce qui s'était passé avec l'ancienne voiture et la nouvelle voiture avait les mêmes problèmes. Cette année, nous partons de rien mais ce qui est important, c'est de se concentrer sur cette voiture et de régler les problèmes. […] Pour être honnête, bien que nous soyons coéquipiers et que nous travaillons ensemble, je n'apprends rien d'Ivan Capelli. Je suis toujours en train d'apprendre avec Niki Lauda car il est exactement comme Prost mais lui ne conduit plus,, ».
Lors des qualifications, les Ferrari réalisent leurs meilleures performances de la saison, Alesi obtenant la troisième place sur la grille (1 min 22 s 976), à sept dixièmes de seconde de la pole position de Nigel Mansell (Williams-Renault) tandis que Capelli est septième, en 1 min 24 s 321. La monoplace a gagné 11 km/h en vitesse de pointe entre les essais préliminaires de la semaine précédente et ceux de la course. La bonne prestation du Français permet d'éviter une baisse anticipée par les organisateurs de 30 % des ventes de billets pour la course,.
Lors du départ, Alesi, dont la monoplace reprend le moteur habituel pour des raisons de fiabilité, prend un bon envol et dépasse Ayrton Senna (McLaren-Honda), avant de lui céder la place dans le premier virage, tandis que Capelli se retrouve cinquième. Au deuxième tour, le Français perd la troisième place au profit de Riccardo Patrese (Williams-Renault). Puis, à la treizième boucle, la pompe à essence de la monoplace d'Alesi se rompt dans la ligne droite des stands. Dans le même temps, Capelli, sentant que « quelque chose s'est bloqué » à l'arrière de sa voiture, part en tête-à-queue dans la Parabolica et finit sa course dans les graviers. Les deux Ferrari ayant abandonné, nombre de tifosi quittent le circuit bien avant la victoire de Senna,,,.

### Portugal: dernier Grand Prix avec Ferrari pour Ivan Capelli

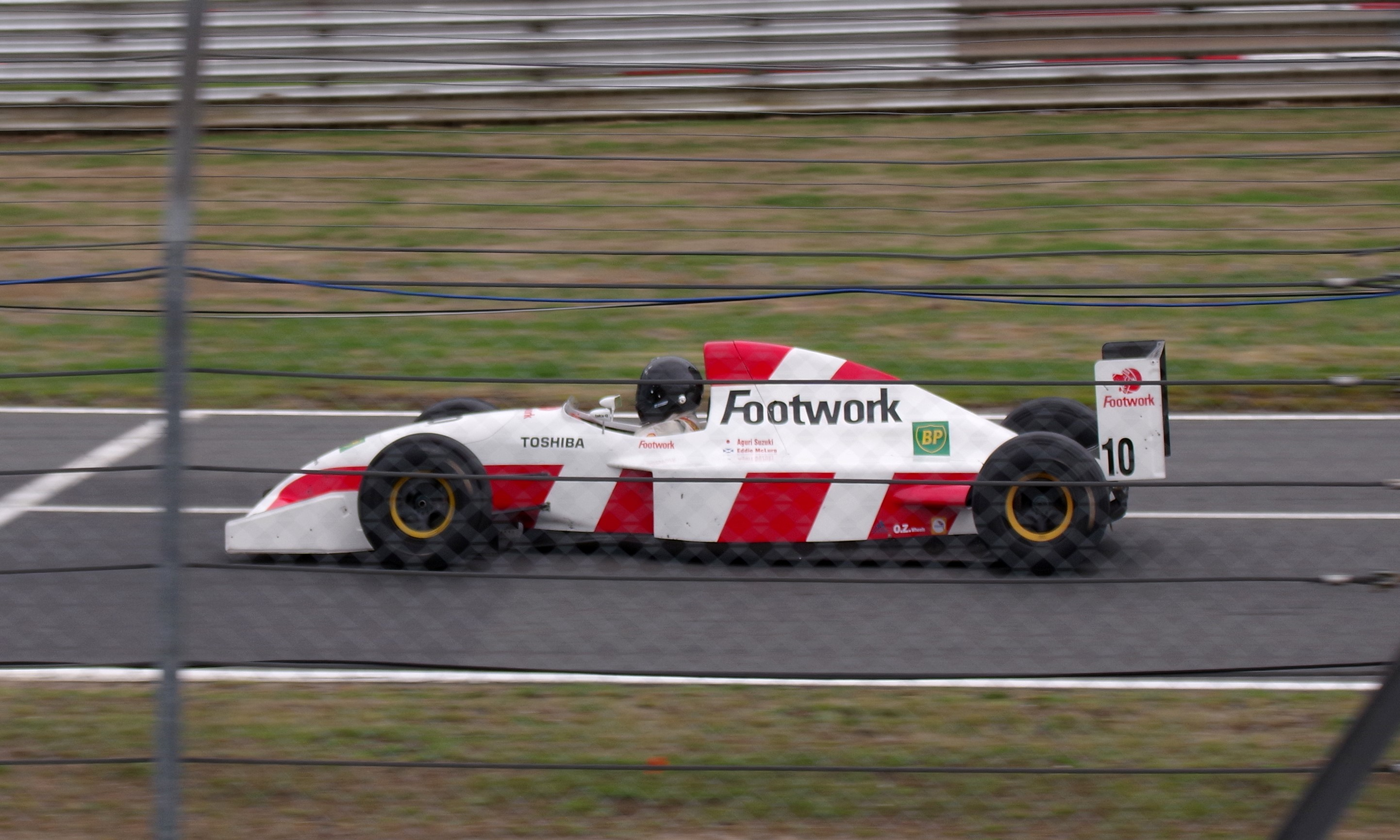
Au Portugal, la Ferrari F92AT de Jean Alesi fait jeu égal avec la modeste Footwork FA13 de Michele Alboreto.

Peu après la manche italienne, Alain Prost, en négociations avancées pour faire son retour en Formule 1 en 1993 au sein de l'écurie Williams, révèle avoir été contacté par la Scuderia Ferrari pour occuper un baquet « dès cette saison », poste qu'il a refusé, arguant qu'il est trop vieux pour repartir dans une équipe afin de développer uniquement la voiture.
Le Grand Prix du Portugal, quatorzième manche du championnat, se tient du 25 au 27 septembre à Estoril. Sur ce tracé, la F92AT sous-vire dans les virages rapides et survire dans les virages lents ; de plus, son moteur V12 manque cruellement de puissance et, enfin, les suspensions se révèlent inadaptées aux bosses du tracé portugais. Jean Alesi ne peut faire mieux que le dixième temps des qualifications, en 1 min 16 s 884, à 3,8 secondes de la pole position de Nigel Mansell (Williams-Renault), et devance Ivan Capelli, seizième en 1 min 17 s 287. Alesi ose : « C'est le pire circuit de l'année pour nous. La course sera très difficile, ».
En course, Alesi gagne deux places après un bon départ, Capelli en gagnant une. Le Français, en lutte avec la Footwork FA13 de Michele Alboreto pour le gain de la septième place, perd le contrôle de sa monoplace dans le troisième virage du treizième tour et échoue dans le bac à graviers, abandonnant pour la quatrième fois consécutive. Capelli, englué dans le milieu du peloton, rejoint son stand au trente-quatrième tour pour faire vérifier son moteur qui perd en régime, avant d'abandonner pour la onzième fois en quatorze courses, deux boucles plus loin. À l'issue de ce Grand Prix, Harvey Postlethwaite annonce que Ferrari concentre désormais ses efforts « sur la préparation du moteur et du châssis pour l'année prochaine »,,.

### Japon: Nicola Larini et la suspension active
Le 3 octobre, Ivan Capelli et la Scuderia Ferrari annoncent la fin de leur collaboration, une décision prise à l'amiable et avec effet immédiat,. L'Italien est remplacé par Nicola Larini, pilote-essayeur de l'écurie, qui a pour mission de tester, lors des deux dernières manches du championnat, une F92A équipée d'une suspension active inspirée de celle de la Lotus 107,. Le choix de Larini n'est guère surprenant puisque c'est lui qui a effectué la plupart des essais de développement de cette suspension active qui doit faire son apparition lors du prochain Grand Prix, au Japon afin de préparer la version définitive de ce système pour 1993. Cette suspension Tipo 00 n'en est qu'à la première phase de son développement et consiste en un correcteur d'assiette électronique agissant, à l'aide de vérins, sur des combinés traditionnels, exactement comme sur la Lotus. Le Tipo 0, dépourvu de ressorts, doit être testé en décembre et monté sur les monoplaces de transition qui courront début 1993. Larini confie n'avoir encore jamais essayé cette nouvelle suspension avec le plein de carburant. Jean Alesi conserve une suspension traditionnelle sur sa F92AT,.
Lors d'une conférence de presse, Nicola Larini confie que son contrat chez Ferrari touche à sa fin et qu'il ignore encore s'il serait en Formule 1 en 1993. Il confie être seulement assuré de piloter une Alfa Romeo 155 Groupe A en championnat d'Allemagne de Supertourisme, avec son compatriote Nannini
Après avoir songé à déclarer forfait, Luca di Montezemolo engage son écurie au Grand Prix du Japon, disputé du 23 au 25 octobre à Suzuka. Dix jours auparavant, Ferrari offre, sur sa piste d'essais à Fiorano, quelques tours au volant de la nouvelle F92T à Alessandro Nannini, ancien pilote de Formule 1, dont le bras droit, amputé à la suite d'un accident d'hélicoptère en octobre 1990, lui a été regreffé. Ce test lui avait été proposé quelques mois plus tôt, lorsque Nannini était venu au Grand Prix de Saint Marin pour fêter sa victoire au Mugello en championnat d'Italie de Supertourisme,.
Les qualifications s'avèrent très laborieuses pour l'équipe italienne : Nicola Larini obtient le onzième temps en 1 min 42 s 488, à 5,1 secondes de la pole position de Nigel Mansell (Williams-Renault). Jean Alesi, qui essuie une casse moteur, un tête-à-queue et un accrochage avec Emanuele Naspetti (March-Ilmor), n'est que quinzième (en 1 min 42 s 824) et plus lent de 30 km/h en ligne droite qu'avec la Ferrari 643 de 1991 sur ce tracé. Néanmoins, il réalise le deuxième meilleur temps le samedi après-midi, sous la pluie, derrière Mansell,,.
Larini cale au départ de la course et s'élance avec trente secondes de retard sur le peloton. Après une course anonyme qui se conclut par une défaillance de sa suspension active qui l'oblige à rouler à rythme réduit, l'Italien termine douzième, à un tour du vainqueur Riccardo Patrese (Williams-Renault). De son côté, Alesi profite des nombreux abandons pour terminer cinquième, avec lui aussi un tour de retard, en résistant avec peine aux attaques des modestes Minardi M192 de Christian Fittipaldi et Jordan 192 de Stefano Modena,,.

### Australie: quatrième place d'Alesi pour la dernière manche

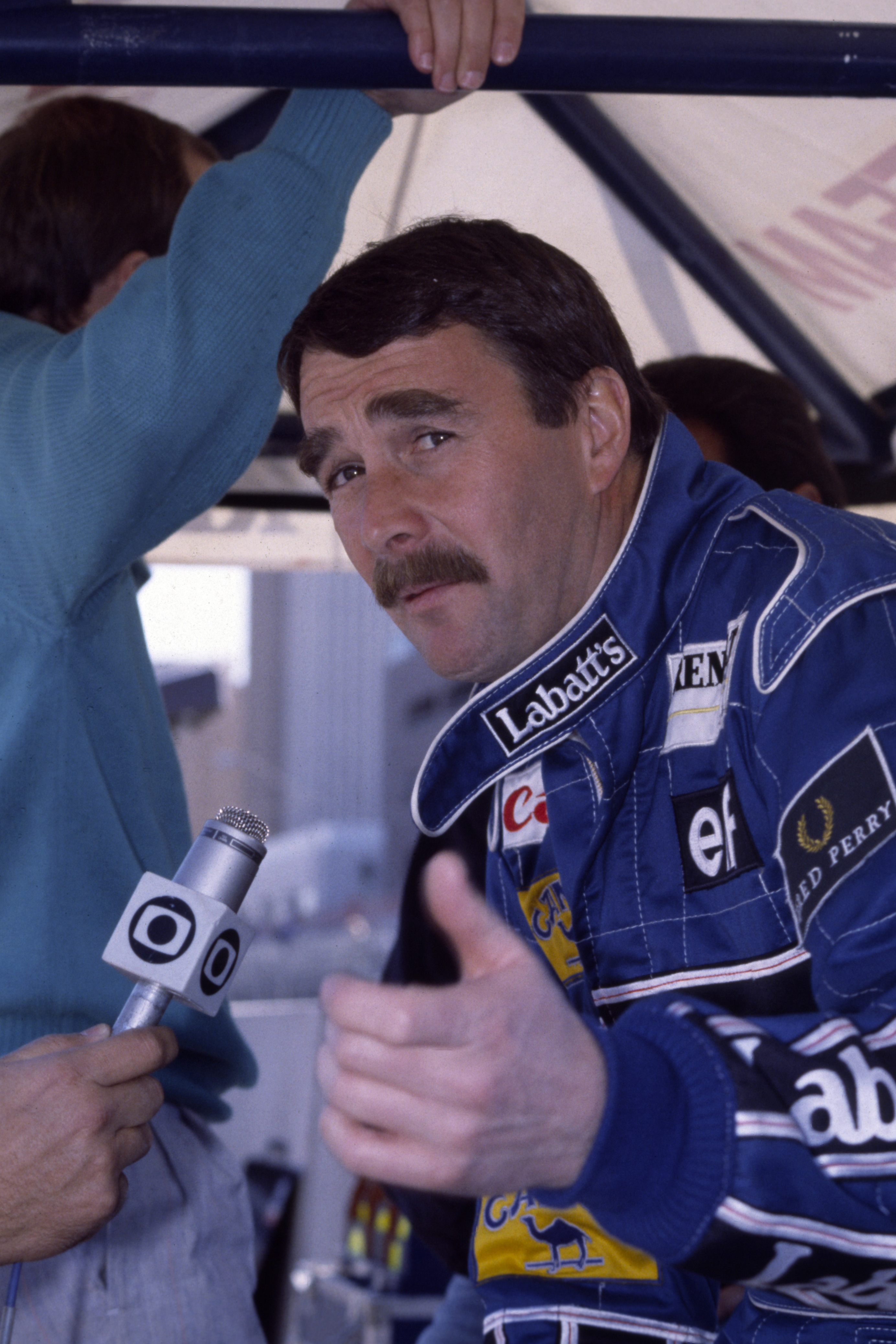
Tout au long du second semestre de l'année 1992, de nombreuses rumeurs envoient Nigel Mansell chez Ferrari en 1993.

Du 6 au 8 novembre se tient le Grand Prix d'Australie, ultime manche du championnat disputée sur le circuit urbain d'Adélaïde. C'est dans ce cadre que la Scuderia Ferrari dément d'insistantes rumeurs venant du Royaume-Uni stipulant que Nigel Mansell, qui s'apprête à quitter la Formule 1 après la non-reconduction de son contrat avec Williams, rejoindrait l'écurie italienne en 1993.
Les Ferrari se comportent mieux à Adelaïde qu'à Suzuka mais manquent toujours de vitesse de pointe. Lors des essais, Alesi effectue trois têtes-à-queues et casse un moteur. Au volant d'une monoplace peu maniable, Jean Alesi se qualifie en sixième position, en 1 min 16 s 091, à 2,3 secondes de la pole position de Mansell, tandis que Nicola Larini, à la peine avec sa F92A à suspension active qui leste sa monoplace de trente kilogrammes, est dix-neuvième en 1 min 17 s 465,,.
Dépassé par Martin Brundle (Benetton-Ford) dès le deuxième tour de la course, Alesi profite néanmoins de l'abandon de nombreux hommes de tête pour franchir l'arrivée quatrième, à un tour du vainqueur Gerhard Berger (McLaren-Honda). Larini, qui a calé pendant le tour de formation, s'élance en dernière position et termine onzième sur treize arrivants, à deux tours de Berger,,.
Pour Harvey Postlethwaite, qui « travaille dur sur un important programme de développement pour l'année prochaine », ainsi s'achève « l'une des saisons les plus difficiles de l'histoire de Ferrari » ; l'écurie se classe à la quatrième place du championnat du monde des constructeurs avec vingt-et-un points, sa plus mauvaise prestation depuis 1980. Jean Alesi termine septième du championnat avec dix-huit points et Ivan Capelli finit treizième, avec trois points,,.

## La Ferrari F92A, l'une des pires monoplaces conçues par Ferrari de l'histoire?
Le déclin de la Scuderia Ferrari, amorcé en 1991 s'est poursuivi et amplifié tout au long de la saison, les ingénieurs ne parvenant pas à exploiter correctement le concept aérodynamique du fond plat à deux étages. Harvey Postlethwaite n'a rien pu faire pour améliorer le comportement désastreux de la monoplace sur les circuits bosselés et Claudio Lombardi a du être écarté de la direction générale pour se pencher plus avant sur les défauts du moteur. Le changement de transmission en cours de saison a également contraint l'équipe à redéfinir le principe même du carénage inférieur à deux étages qui constituait pourtant le concept-clé de la monoplace. Enfin, la fin de saison a été plombée par le test « grandeur nature » du premier prototype de suspension active, pourtant différent de celui destiné à équiper la monoplace de la saison 1993.
Dans un entretien paru en 1999, Ivan Capelli, qui a souffert des traitements de faveurs accordés à Jean Alesi, déclare que la Ferrari F92A est la pire monoplace qu'il ait jamais conduite : « Au début de l'année, nous tournions à 13 500 tours par minute et, au cours de l'année, nous avons dû réduire le régime car le moteur ne pouvait pas tenir la course. La situation technique était amusante ; par exemple, en début de saison, nous n'avions que deux boîtes de vitesses transversales pour Alesi. J'ai couru jusqu'à Barcelone avec une longitudinale. Pour Ferrari, c'est incroyable de ne pas avoir assez de boîtes de vitesses pour les deux voitures… Au cours de la saison, j'ai eu l'occasion de tester la voiture d'Alesi. Il la pilotait avec un style différent, plus brutal avec le volant dans les virages. Peut-être que cela convenait un peu plus à la voiture. Mon style de conduite était un peu plus propre, et cela n'a pas du tout fonctionné. Je voulais tout faire au maximum et mettre beaucoup de pression sur mon pilotage. Mais je ne pouvais pas. Dès que vous commenciez à pousser, la voiture n'allait nulle part ».
Le bilan de Ferrari au terme du championnat 1992 est souvent considéré comme l'un des plus mauvais de l'histoire de l'écurie et a été imputé à l'aérodynamique de la F92A, en particulier à son double fond plat. Néanmoins, en 2020, Jean Alesi réhabilite le concept imaginé par Jean-Claude Migeot : « Le moteur souffrait d'un blow-by, c'est-à-dire qu'il y avait une fuite d'huile au niveau de la segmentation dans la chambre de combustion. Cela provoquait la perte de 40 à 50 chevaux. Mais dans la tradition de Ferrari, on ne pouvait pas dire que c'était la faute du V12. Au lieu de cela, la faute a été attribuée à la voiture – ce qui est dommage car le concept était intéressant ». En outre, Migeot dément que le double fond plat était flexible et que la charge aérodynamique devenait instable, rendant donc la monoplace difficile à contrôler : « La voiture était très novatrice, avec un nouveau V12 et un nouveau châssis, mais les problèmes étaient mécaniques : ils étaient dus au manque de puissance, causé par le blow-by. Nous devions utiliser un réservoir d'huile supplémentaire afin de pouvoir finir les courses avec suffisamment de lubrifiant, ce qui ne faisait qu'ajouter aux difficultés que nous avions pour régler la nouvelle suspension avant à mono-amortisseur. […] C'était une grande déception parce que je suis devenu le bouc émissaire d'une situation que je ne gérais pas. Et c'était vraiment dommage parce que le F92A avait un très long fond plat qui réussissait à générer beaucoup de charge. C'était un concept qu'il fallait cependant développer. Mais il a été interdit l'année suivante par une modification de la réglementation. Ferrari a toujours vécu dans le mythe de ses moteurs, il n'y a donc eu aucune critique des V12 car cela aurait été comme jurer à l'église. Bien qu'il ait semblé évident à tout le monde que le moteur était le gros problème de la F92A, la faute a été attribuée à l'aérodynamique ».

## John Barnard et la F93A

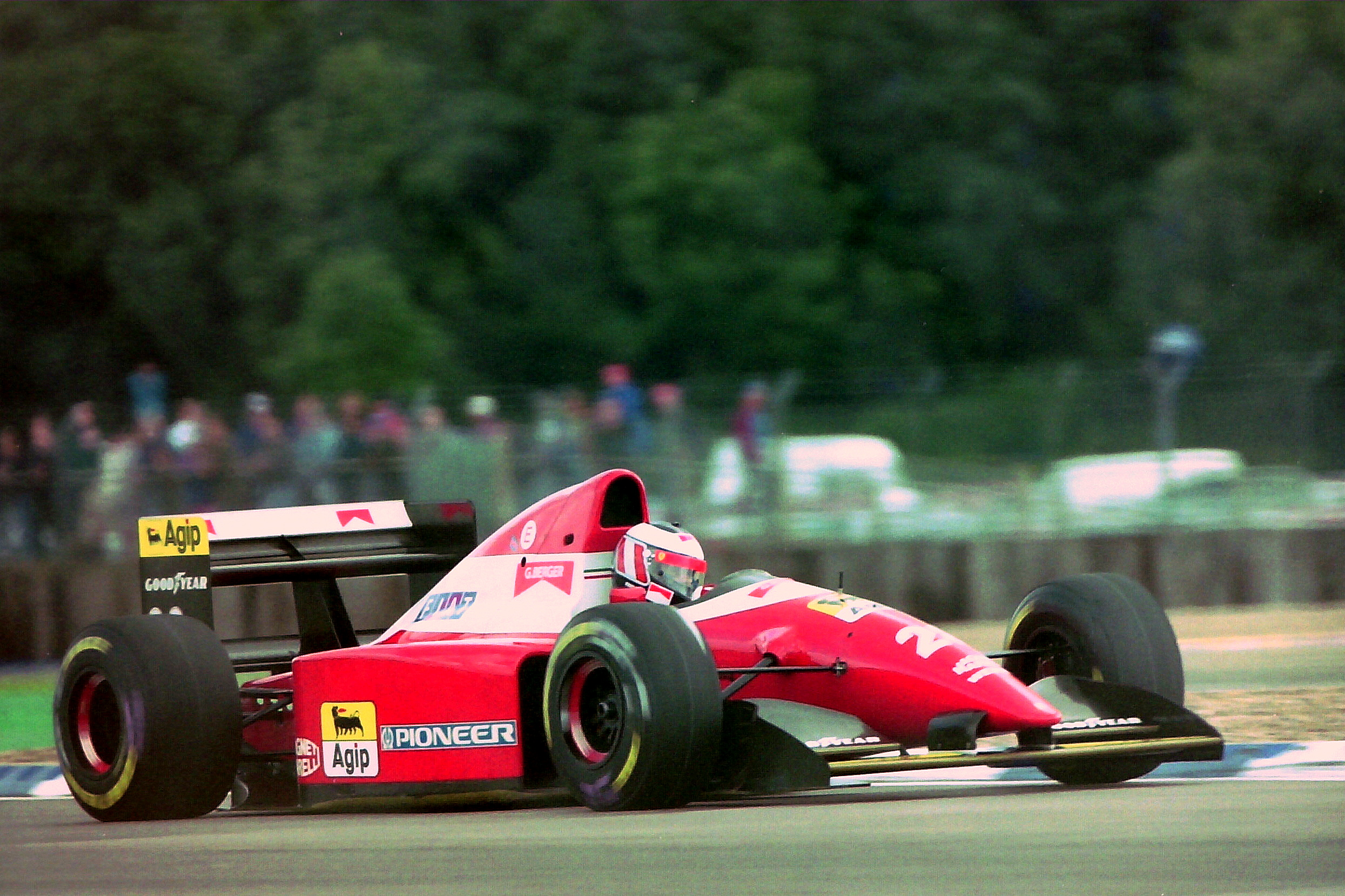
La Ferrari F93A de Berger lors des essais libres du Grand Prix de Grande-Bretagne 1993.

En 1993, John Barnard est attendu comme le messie pour son retour à Maranello. Pour autant celui-ci reste, comme à son habitude, à l'écart de la ruche italienne en développant la nouvelle monoplace (Ferrari F93A) en Angleterre, dans le bureau d'études spécialement créé à Shalford, dans le Surrey, et nommé Ferrari Design Development.
Après avoir envisagé de démarrer la saison 1993 avec une F92A équipée d'une nouvelle carrosserie, il décide, en accord avec George Ryton (basé pour sa part en Italie), de concevoir entièrement la nouvelle monoplace en choisissant des « options classiques ». La seule grande nouveauté est la suspension active qui ne reprend aucune des solutions testées en 1992 et utilisées en course au Japon et en Australie.
L'ingénieur choisit rapidement de réfréner les attentes des tifosi en déclarant : « C'est dans la mentalité latine de prétendre obtenir tout de suite des résultats mais, malheureusement, je ne possède pas de baguette magique. Même s'il est évident que Ferrari ne pourra pas attendre trois ans pour revenir au sommet, il faut comprendre que Williams et Lotus ont travaillé pendant des années sur la suspension active ».
Barnard ose également s'attaquer au problème de moteurs qui plombe les résultats de l'équipe depuis plusieurs saisons : « Pour pouvoir être compétitif, Ferrari doit également travailler dans d'autres domaines, notamment celui des moteurs. La structure de l'actuel V12 est pratiquement inchangée depuis 1987. Le nouveau programme moteurs aurait dû être lancé il y a deux ans ».

## Résultats en championnat du monde de Formule 1
| Saison | Écurie               | Moteur                         | Pneumatiques | Pilotes       | Courses | Courses | Courses | Courses | Courses | Courses | Courses | Courses | Courses | Courses | Courses | Courses | Courses | Courses | Courses | Courses | Points inscrits | Classement |
| Saison | Écurie               | Moteur                         | Pneumatiques | Pilotes       | 1       | 2       | 3       | 4       | 5       | 6       | 7       | 8       | 9       | 10      | 11      | 12      | 13      | 14      | 15      | 16      | Points inscrits | Classement |
| ------ | -------------------- | ------------------------------ | ------------ | ------------- | ------- | ------- | ------- | ------- | ------- | ------- | ------- | ------- | ------- | ------- | ------- | ------- | ------- | ------- | ------- | ------- | --------------- | ---------- |
| 1992   | Scuderia Ferrari SpA | Ferrari Tipo 040 (E1 A-92) V12 | Goodyear     |               | AFS     | MEX     | BRÉ     | ESP     | SMR     | MON     | CAN     | FRA     | GBR     | ALL     | HON     | BEL     | ITA     | POR     | JAP     | AUS     | 21              | 4e         |
| 1992   | Scuderia Ferrari SpA | Ferrari Tipo 040 (E1 A-92) V12 | Goodyear     | Jean Alesi    | Abd     | Abd     | 4e      | 3e      | Abd     | Abd     | 3e      | Abd     | Abd     | 5e      | Abd     | Abd     | Abd     | Abd     | 5e      | 4e      | 21              | 4e         |
| 1992   | Scuderia Ferrari SpA | Ferrari Tipo 040 (E1 A-92) V12 | Goodyear     | Ivan Capelli  | Abd     | Abd     | 5e      | 10e     | Abd     | Abd     | Abd     | Abd     | 9e      | Abd     | 6e      | Abd     | Abd     | Abd     |         |         | 21              | 4e         |
| 1992   | Scuderia Ferrari SpA | Ferrari Tipo 040 (E1 A-92) V12 | Goodyear     | Nicola Larini |         |         |         |         |         |         |         |         |         |         |         |         |         |         | 12e     | 11e     | 21              | 4e         |

Légende : 
| Couleur  | Résultat                                                                                         |
| -------- | ------------------------------------------------------------------------------------------------ |
| Or       | Vainqueur                                                                                        |
| Argent   | 2e place                                                                                         |
| Bronze   | 3e place                                                                                         |
| Vert     | Classé dans les points                                                                           |
| Bleu     | Classé hors des points Non classé (Nc.)                                                          |
| Violet   | Abandon (Abd.)                                                                                   |
| Rouge    | Non qualifié (Nq.) Non pré-qualifié (Npq.)                                                       |
| Noir     | Disqualifié (Dsq.)                                                                               |
| Blanc    | Non partant (Np.) Forfait (Forf.) Suspendu (Susp.) Course annulée (A.)                           |
| Gras     | Pole position                                                                                    |
| Italique | Meilleur tour en course                                                                          |
| *        | Le pilote a abandonné mais est classé pour avoir parcouru plus de 90 % de la distance de course. |
| +        | Résultat en course Sprint (si arrivée dans les points).                                          |